# Alexandre Dumas
Pour les articles homonymes, voir Alexandre Dumas (homonymie) et Dumas.
Œuvres principales
- Les Trois Mousquetaires (1844)
- Le Comte de Monte-Cristo (1844-1846)
- La Reine Margot (1845)
- Vingt ans après (1845)
- La Dame de Monsoreau (1846)
- Joseph Balsamo (1846)
- Les Quarante-Cinq (1847)
- Le Vicomte de Bragelonne (1848)
- Le Collier de la reine (1849)
- Ange Pitou (1851)
- La Comtesse de Charny (1853)

Compléments
- Père de l'écrivain Alexandre Dumas (1824-1895) et de l'écrivain Henry Bauër (1851-1915)

Alexandre Dumas (dit aussi Alexandre Dumas père) est un écrivain français né le 24 juillet 1802 à Villers-Cotterêts (Aisne) et mort le 5 décembre 1870 au hameau de Puys, ancienne commune de Neuville-lès-Dieppe, aujourd'hui intégrée à Dieppe (Seine-Maritime).
Il est le fils de Marie-Louise Labouret (1769–1838) et Thomas Alexandre Davy de La Pailleterie (1762-1806) (né à Saint-Domingue, actuelle Haïti), dit le général Dumas, et le père des écrivains Henry Bauër et Alexandre Dumas (1824-1895), dit Dumas fils, auteur de La Dame aux camélias.
Proche des romantiques et tourné vers le théâtre, Alexandre Dumas écrit d'abord un vaudeville à succès et des drames historiques comme Henri III et sa cour (1829), La Tour de Nesle (1832), Kean (1836). Auteur prolifique, il s'oriente ensuite vers les romans historiques avec sa trilogie des mousquetaires : Les Trois Mousquetaires (1844), Vingt Ans après (1845) et Le Vicomte de Bragelonne (1847-1850), mais aussi Le Comte de Monte-Cristo (1844-1846), La Reine Margot (1845) ou encore La Dame de Monsoreau (1846).
La paternité de certaines de ses œuvres lui est contestée. Dumas fut ainsi soupçonné par plusieurs critiques de son époque d'avoir eu recours à des prête-plumes, notamment Auguste Maquet. Toutefois les recherches contemporaines ont montré que Dumas avait mis en place une coopération avec ce dernier : Dumas s'occupait de choisir le thème général et modifiait les ébauches de Maquet pour les rendre plus dynamiques. On ne peut donc lui nier la paternité de son œuvre, même s'il n'aurait peut-être pas pu réaliser tous ses chefs-d'œuvre des années 1844–1850 sans la présence à ses côtés d'un collaborateur à tout faire efficace et discret.
L'œuvre d'Alexandre Dumas est universelle ; selon l’Index Translationum, avec un total de 2 540 traductions, il vient au treizième rang des auteurs les plus traduits en langue étrangère.

## Biographie

### Enfance

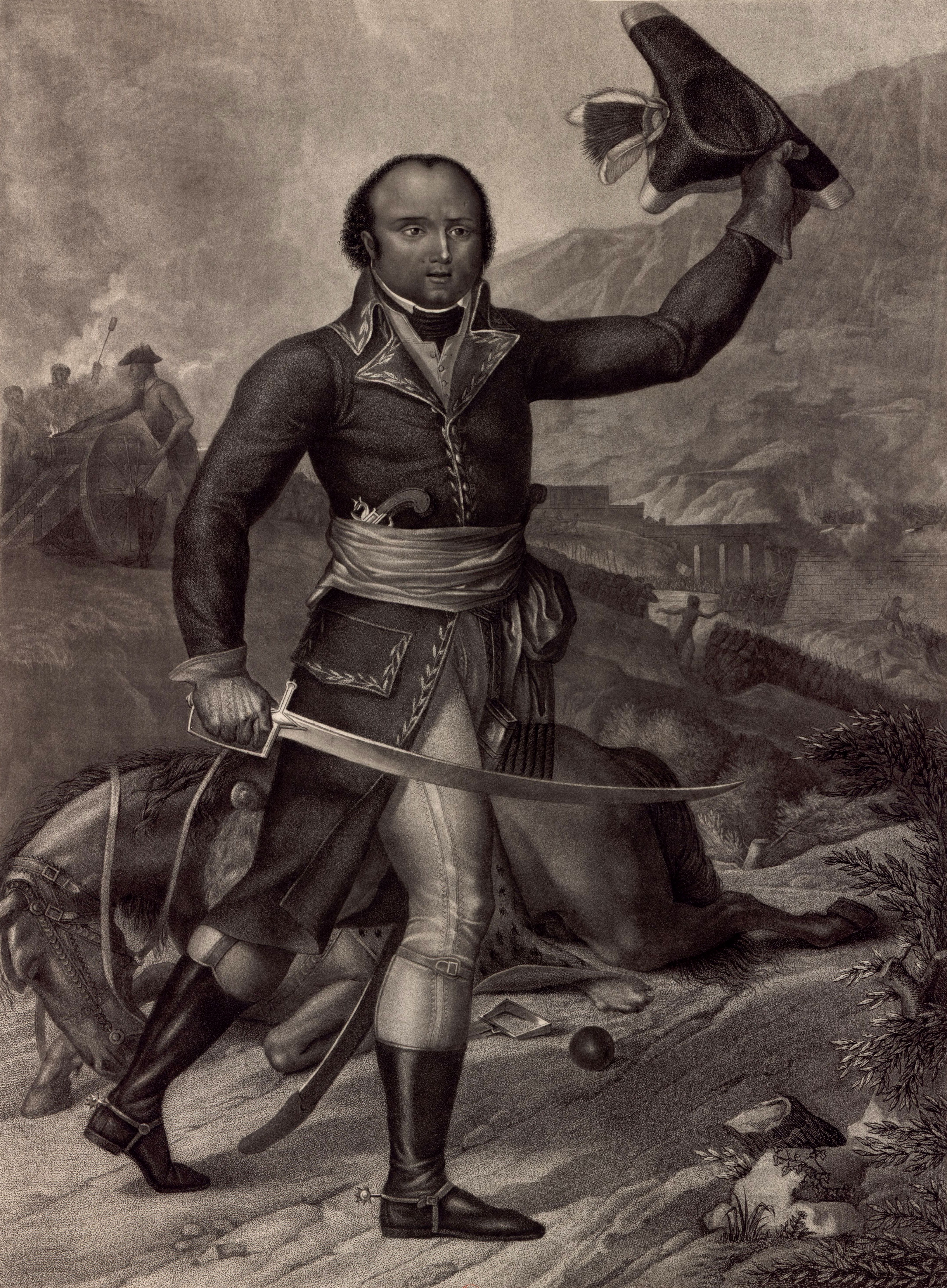
Le général Thomas Alexandre Davy de la Pailleterie, père d'Alexandre Dumas.

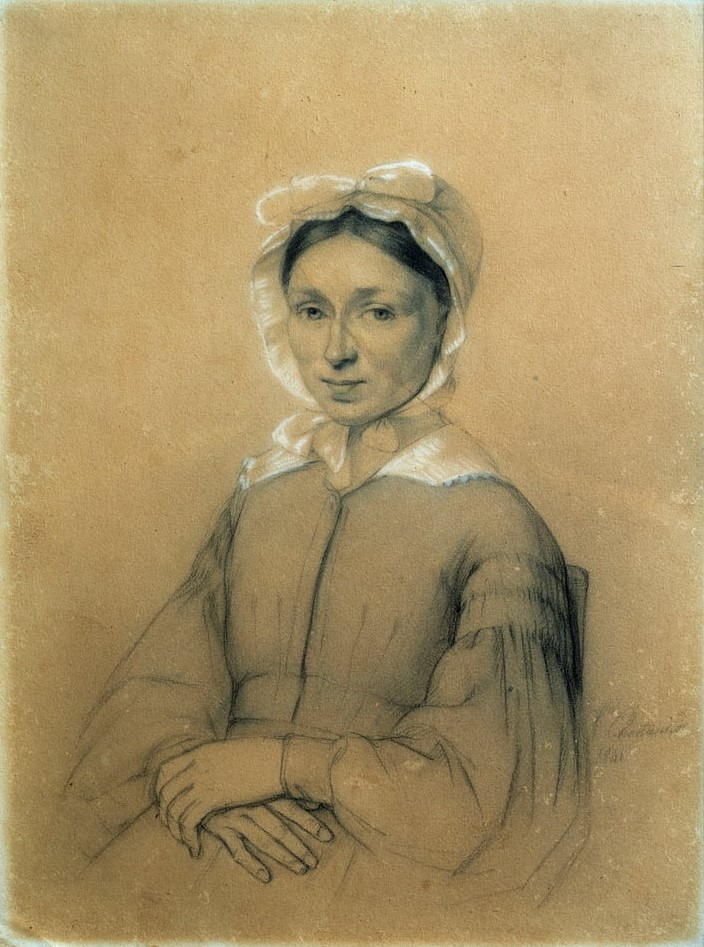
Marie Dumas, née Marie Louise Élisabeth Labouret.
Dessin anonyme, 1841, musée Alexandre Dumas.

Officiellement nommé Alexandre Davy de la Pailleterie, Alexandre Dumas naît le 5 thermidor an X (24 juillet 1802) à Villers-Cotterêts (Aisne) de l'union de Thomas Alexandre Davy de La Pailleterie, né à Saint-Domingue (actuelle Haïti), métis aux origines normandes et créoles, général d'armée ayant fait une brillante carrière pendant la Révolution française, avec Marie-Louise-Élisabeth Labouret, fille de Claude Labouret, aubergiste à l’Écu d'or à Villers-Cotterêts, commune où la maison natale est visible au 46 de l'ancienne rue Lormet, rebaptisée rue Alexandre-Dumas.

« Je suis né à Villers-Cotterêts, petite ville du département de l'Aisne, située sur la route de Paris à Laon, à deux cents pas de la rue de la Noue, où mourut Charles-Albert Demoustier, à deux lieues de la Ferté-Milon, où naquit Racine, et à sept lieues de Château-Thierry, où naquit La Fontaine. »

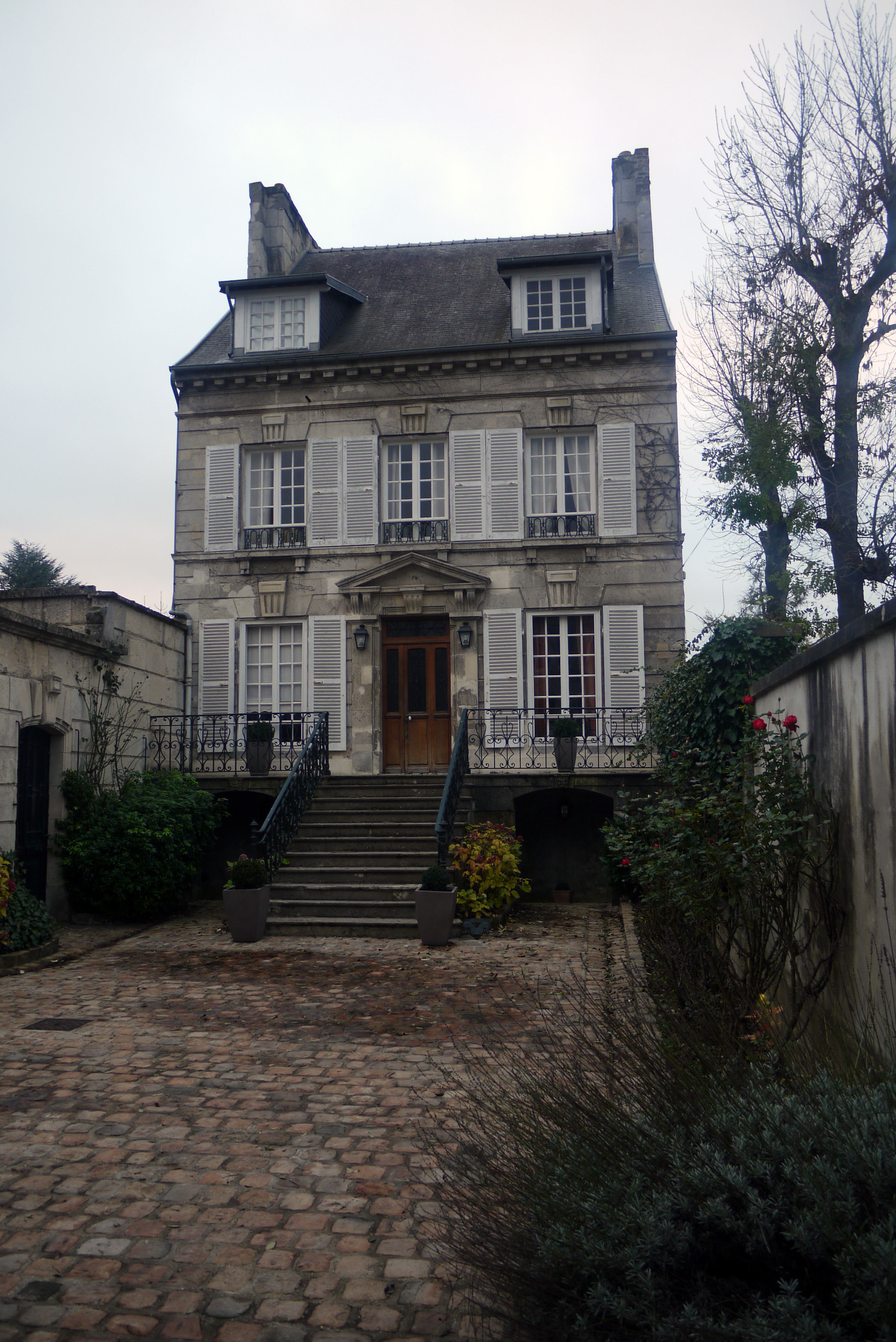
Maison natale d'Alexandre Dumas à Villers-Cotterêts.

L'enfant a pour marraine sa sœur, Aimée-Alexandrine Dumas (son aînée de neuf ans) et pour parrain le maréchal d'Empire Guillaume Brune.
Entre 1804 et 1806, c’est au château des Fossés, loué par son père, qu’Alexandre Dumas a fixé ses tout premiers souvenirs :

« Du plus loin qu’il me souvienne, c’est-à-dire de l’âge de trois ans, nous habitions, mon père, ma mère et moi, un petit château nommé les Fossés, situé sur les limites des départements de l’Aisne et de l’Oise, entre Haramont et Longpré. On appelait ce petit château les Fossés, sans doute parce qu’il était entouré d’immenses fossés remplis d’eau. »

On retrouve ces tout premiers souvenirs dans son œuvre :

« Sur les limites du département de l’Aisne, à l’ouest de la petite ville de Villers-Cotterêts, engagées dans la lisière de cette magnifique forêt qui couvre vingt lieues carrées de terrain, ombragées par les plus beaux hêtres et les plus robustes chênes de toute la France, peut-être, s’élève le petit village d’Haramont, véritable nid perdu dans la mousse et le feuillage, et dont la rue principale conduit par une douce déclivité au château des Fossés, où se sont passées deux des premières années de mon enfance. »

Le général Dumas meurt le 26 février 1806, quatre ans après la naissance de son fils. Alexandre Dumas a pour aïeuls un marquis désargenté qui immigra en 1760 à l'île de Saint-Domingue et une esclave ou affranchie noire, du nom de Marie-Cessette Dumas,. Sa mère, Marie-Louise Labouret, revient chez ses parents dans l'ancien hôtel de l’Épée à Villers-Cotterêts. Les grands-parents maternels élèvent Alexandre et sa sœur.

### Formation et éducation
Il a neuf ans lorsqu'il entre au collège de l'abbé Grégoire à Villers-Cotterêts. Il y reçoit les bases de l'instruction primaire. Il y reste élève jusqu'en 1813.
À treize ans, le petit Alexandre ne sait presque rien, il a pour seule éducation ses lectures de la Bible, de récits mythologiques, de l’Histoire naturelle de Buffon, de Robinson Crusoé et des Contes des mille et une nuits. Cependant, sa calligraphie est exceptionnelle. Il est engagé en août 1816 comme coursier dans une étude de notaire, celle de maître Mennesson, un proche de la famille. « Il fut donc décidé que, le lundi suivant, j'entrerais chez maître Mennesson : les gens polis disaient en qualité de troisième clerc, les autres en qualité de saute-ruisseau. » Cependant l'abbé Louis Chrysostome Grégoire, vicaire de Villers-Cotterêts et directeur du collège qui porte son nom, l'aide beaucoup, et il lui en sera toujours reconnaissant et fera son portrait de tolérance religieuse et d'ouverture d'esprit en 1854 dans un de ses romans, Catherine Blum.
En 1819, Alexandre fait la connaissance d'Adolphe de Leuven qui a le même âge et l'initie à la poésie moderne. Ils ont également l'occasion d'écrire ensemble en 1820 et 1821 des drames et des vaudevilles, dont les premiers sont tous refusés. Ivanhoé, écrite en 1822 et publiée en 1974 est la plus ancienne pièce conservée de Dumas.

### Le départ pour Paris (1823)

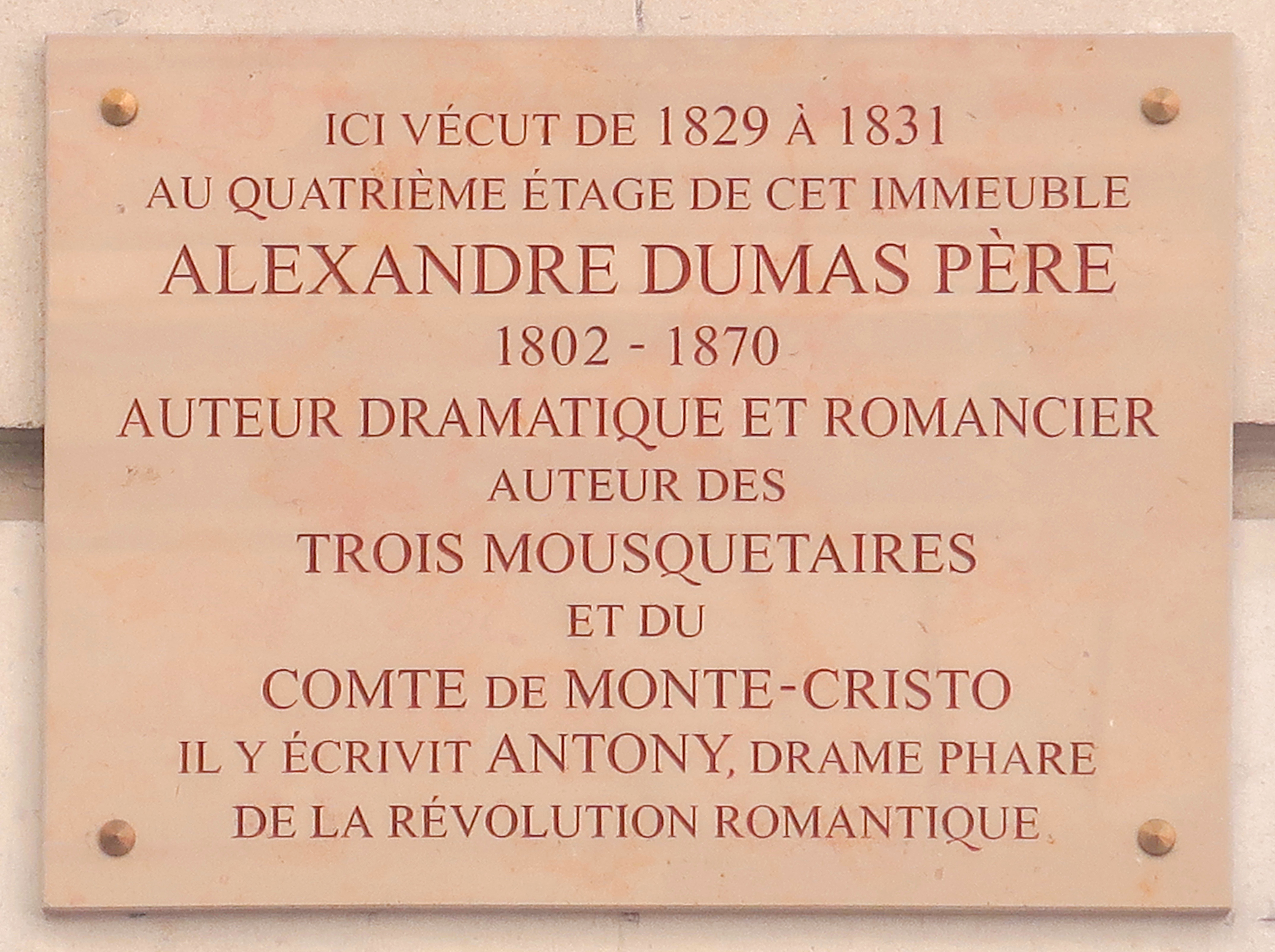
Plaque au no 25 rue de l'Université (7e arrondissement de Paris), où il vit de 1829 à 1831 et écrit Antony.

Jusqu'en 1822, Dumas vit à Villers qu'il quitte pour Paris avec 53 francs en poche, pour échapper à la pauvreté et aux humiliations que sa mère, Marie-Louise Labouret, et lui connaissent depuis la mort du général et plus encore depuis celle de Claude Labouret, son grand-père maternel.
Il trouve une place de clerc de notaire et découvre la Comédie-Française. C'est le début d'une vie nouvelle pour Alexandre lorsqu'il fait la rencontre d'un grand acteur de l'époque, Talma. L'année suivante, grâce à la protection du général Foy, il travaille dans les bureaux du secrétariat du duc d'Orléans et peut enfin faire venir sa mère à Paris. Il découvre les salons parisiens et multiplie les liaisons.

### Alexandre Dumas et le racisme
Dumas fut souvent en butte aux sarcasmes racistes de ses contemporains qui s'attirèrent des répliques cinglantes. Ainsi lors d'une discussion animée à propos de la récente théorie de l'évolution de Charles Darwin (qu'il défendait), un contradicteur lui dit :

« — Au fait, cher Maître, vous devez bien vous y connaître en nègres ?
— Mais très certainement. Mon père était un mulâtre, mon grand-père était un nègre et mon arrière-grand-père était un singe. Vous voyez, Monsieur : ma famille commence où la vôtre finit,. »

On rapporte également que Mademoiselle Mars s'écria après avoir reçu chez elle l'écrivain : « Il pue le nègre, ouvrez les fenêtres… » Ultérieurement, dans les années 1850, les cheveux crépus ébouriffés de Dumas dans la photographie de Nadar seront détournés par nombre de caricaturistes comme image matrice de leurs portraits-charge,.

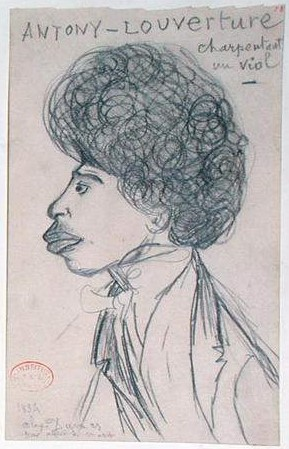
Alexandre Dumas caricaturé en Antony, par Alfred de Musset, 1834.
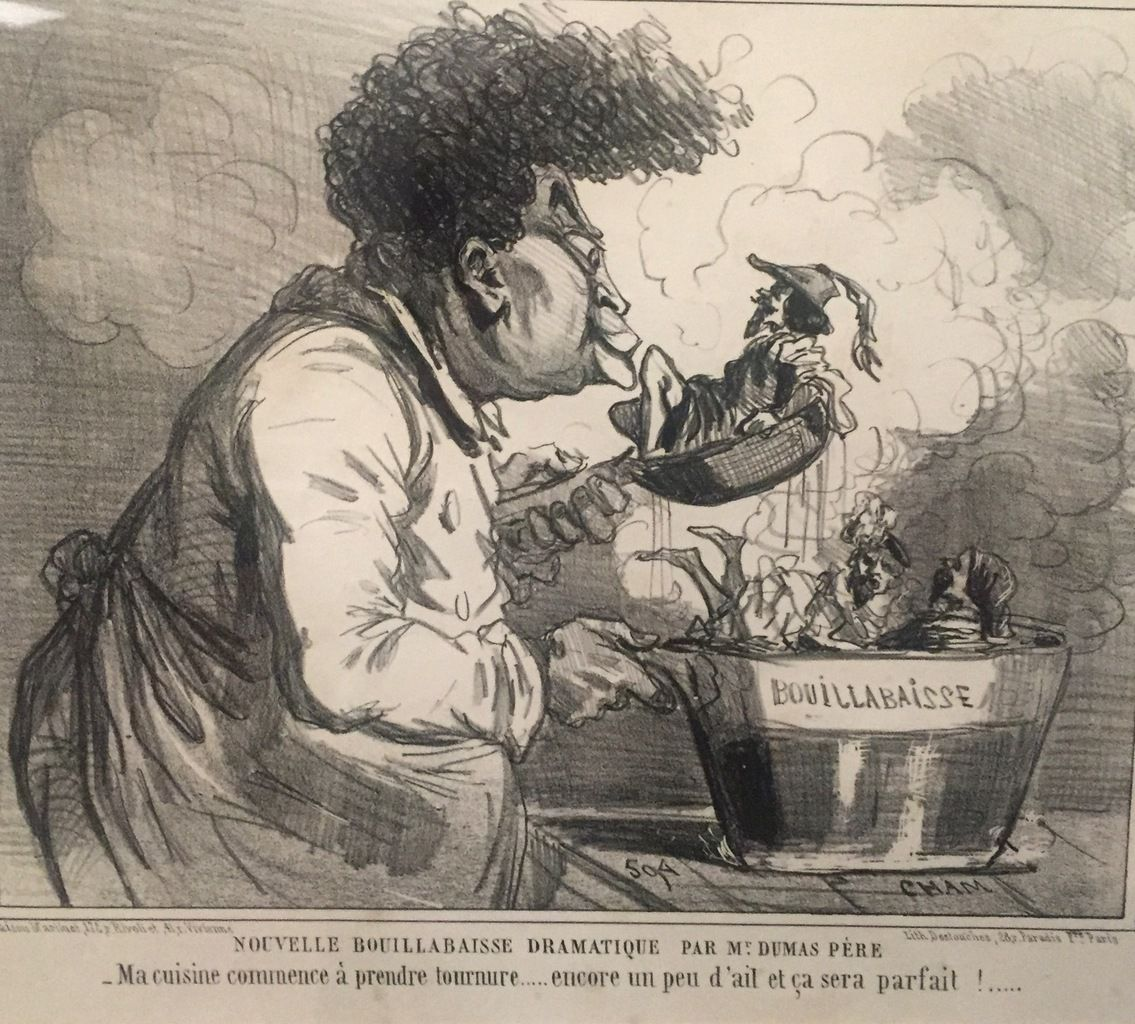
« Alexandre Dumas concoctant une bouillabaisse de personnages », par Cham.

### Enfants, mariage et liaisons
Un an après son arrivée à Paris, le 27 juillet 1824, c'est la naissance de son fils Alexandre, fruit de sa liaison avec Laure Labay (1793-1868), couturière et sa voisine de palier place des Italiens.
L'enfant est illégitime jusqu'à ce que Dumas le reconnaisse le 17 mars 1831, quelques jours après la naissance de sa fille Marie Alexandrine (le 5 mars 1831). Née de la liaison avec l'actrice Belle Kreilssamner (1800-1875), Marie Alexandrine Dumas, parfois écrit Marie Alexandre (1831-1878), devint à son tour femme de lettres, écrivaine et femme peintre.
Alexandre Dumas épouse le 5 janvier 1840 à Paris (1er) l'actrice Ida Ferrier (née Marguerite-Joséphine Ferrand, 1811-1859) et s'installe avec elle à Florence. Ida Ferrier et Alexandre Dumas se séparent en 1844.
Dumas a de nombreuses autres liaisons et au moins deux autres enfants naturels : Henry Bauër (né en 1851, fils d'Anna Bauër) et Micaëlla-Clélie-Josepha-Élisabeth Cordier (née en 1860, fille de l'actrice Émélie Cordier).
Il a une dernière aventure avec l'actrice américaine Adah Isaacs Menken (1835-1868) rencontrée au début 1867.

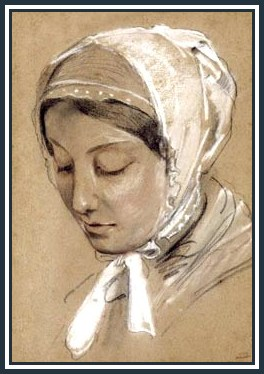
La couturière Catherine Laure Labay.
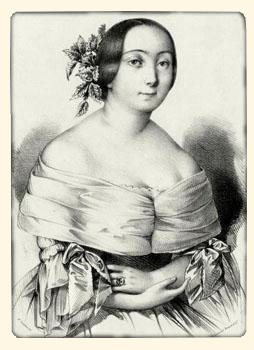
L'actrice Ida Ferrier.
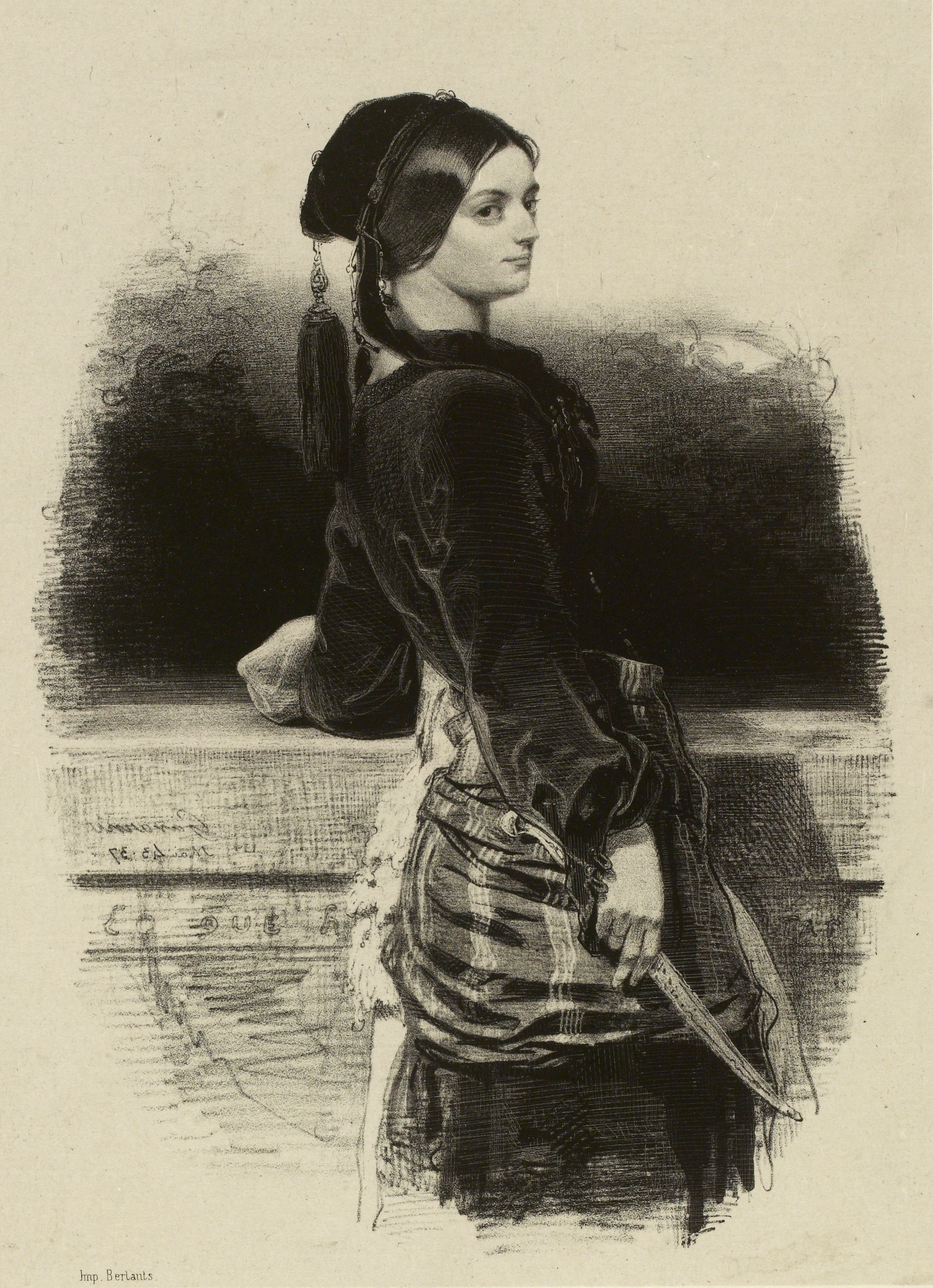
La femme de lettres Mélanie Waldor.
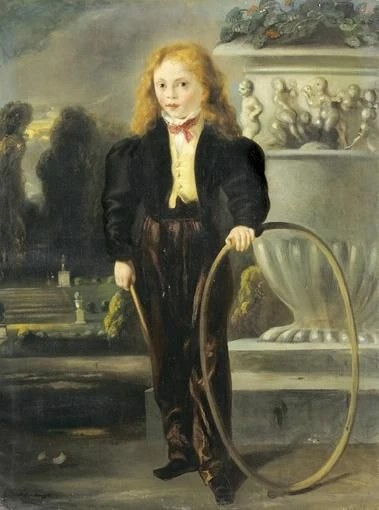
Alexandre Dumas (fils).
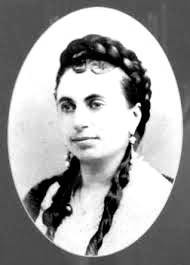
Marie-Alexandrine Dumas.
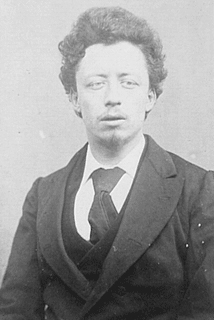
Henry Bauër.

### La consécration au théâtre (1828 à 1836)
Alexandre Dumas écrit avec Adolphe Leuven et l'assistance de Pierre-Joseph Rousseau (1797-1849) le vaudeville en un acte La Chasse et l'Amour qui connaît un grand succès en septembre 1825. C'est aussi la période où Dumas découvre les « Romantiques » et va beaucoup au théâtre. Il écrit son premier drame historique, Henri III et sa cour en 1828. La pièce, présentée à la Comédie-Française le 11 février 1829, connaît un énorme succès. Elle est qualifiée de « scandale en prose », un an avant Hernani, la pièce de Victor Hugo, qualifiée de « scandale en vers » à sa création en février 1830.
Dans ses mémoires, Dumas explique sa manière : « Je commence par combiner une fable ; je tâche de la faire romanesque, tendre, dramatique, et, lorsque la part du cœur et de l’imagination est trouvée, je cherche dans l’histoire un cadre où la mettre. » Cependant, il connaît son infériorité devant Victor Hugo, versificateur de génie, auteur de Marion Delorme, pièce pour laquelle il professe une admiration fidèle :

« Ah ! si je faisais de pareils vers, sachant faire une pièce comme je la sais faire ! »

Dumas s'engage dans les Trois Glorieuses (la Révolution de juillet 1830).
Ses principaux succès après Henri III et sa cour (1829), sont Christine (mars 1830), Antony, qui triomphe le 3 mai 1831, La Tour de Nesle (mai 1832, qui reste à l'affiche pendant plus de huit cents représentations successives) et Kean (août 1836).
Il connaît la notoriété en tant que dramaturge mais dilapide ses revenus, il écrit alors beaucoup de pièces médiocres si bien que le public se lasse.

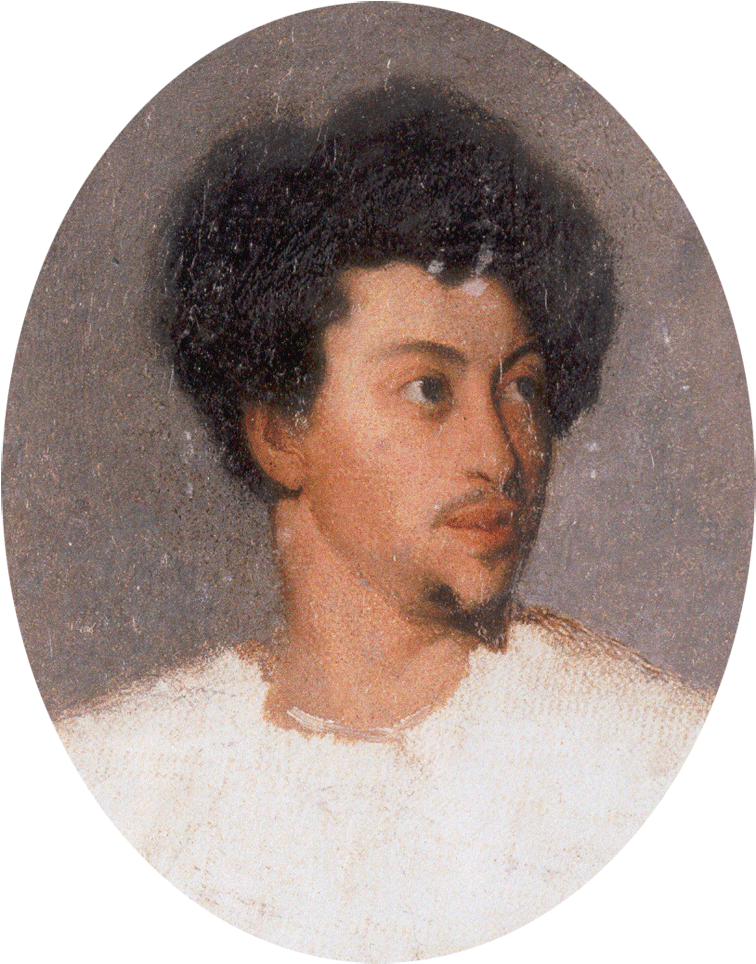
Alexandre Dumas en 1828.
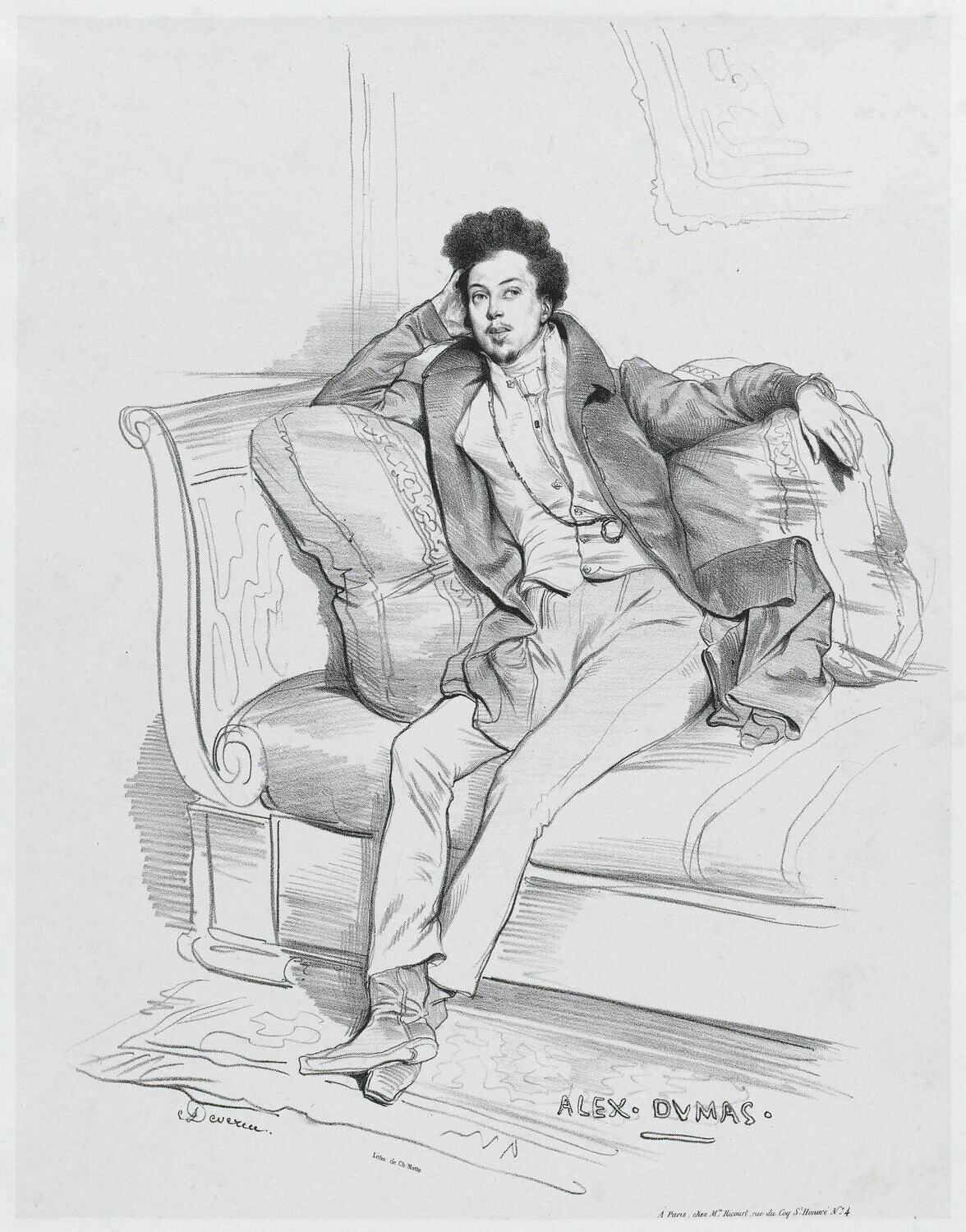
Alexandre Dumas par Achille Devéria vers 1829.
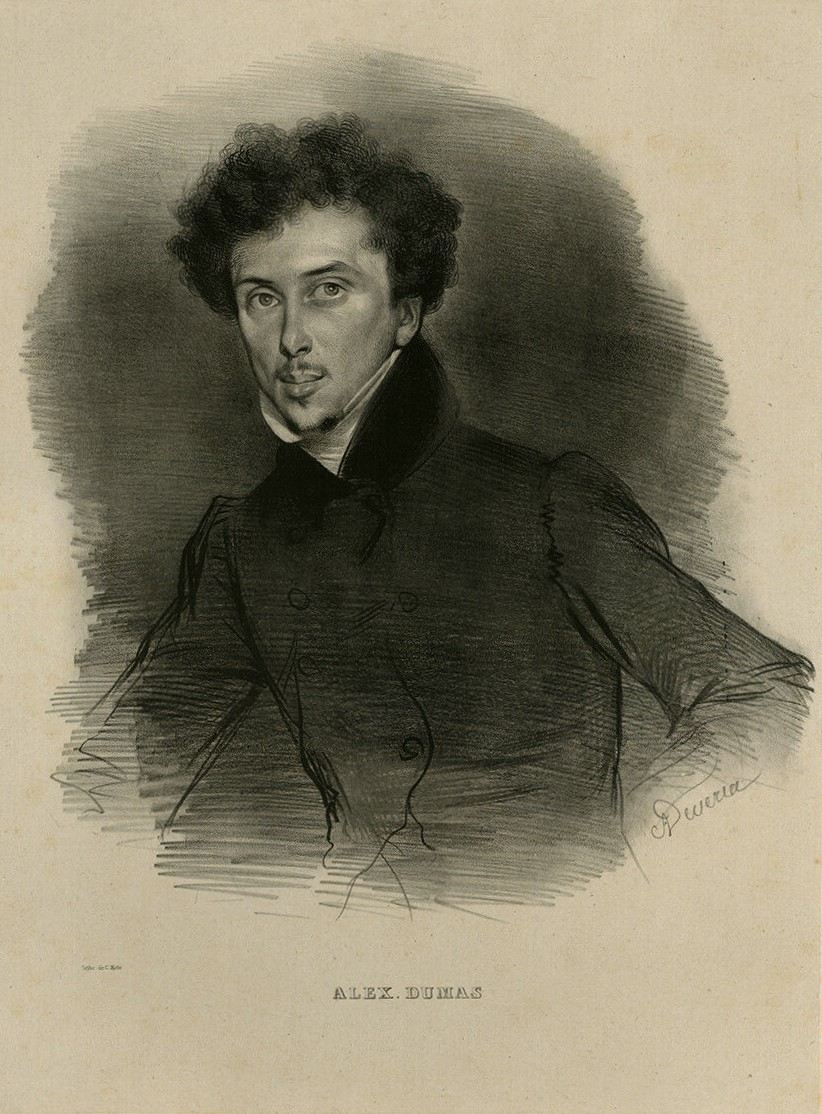
Alexandre Dumas par Achille Devéria.
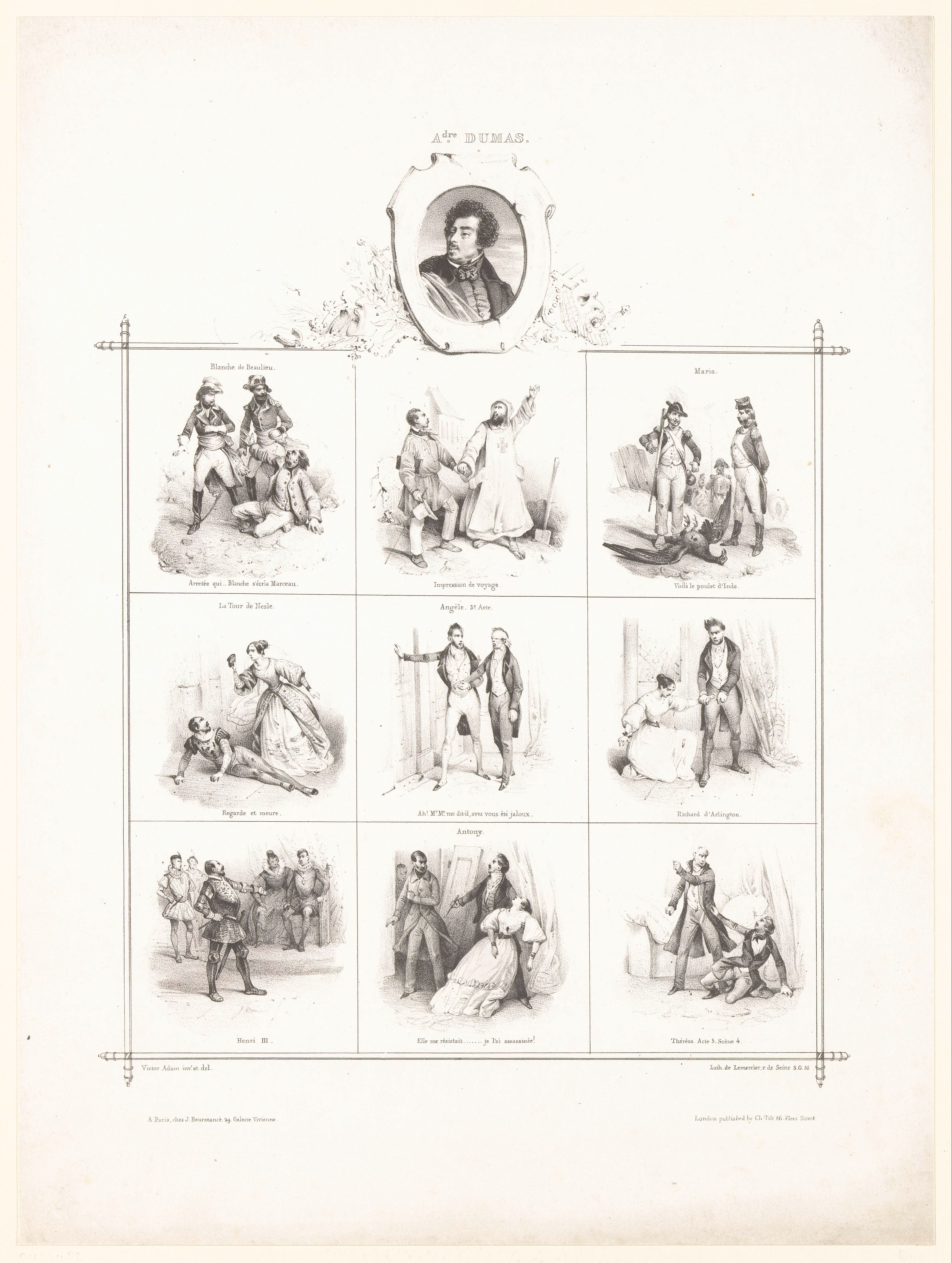
Portrait d'Alexandre Dumas en 1835, avec les scènes célèbres de ses succès au théâtre et un épisode des Impressions de voyage.

### Premiers voyages
En 1832, pour fuir le choléra qui frappe Paris, Dumas voyage en Suisse où il rencontre Chateaubriand, puis en Italie du Nord. Il en rapporte ses premières Impressions de voyage. Suivent des voyages en Italie (toute l'année 1835) puis en Allemagne et Belgique en août et septembre 1838.
En 1837, il s'entremet auprès de la duchesse d'Orléans pour qu'elle prenne comme professeur de dessin son ami le peintre de paysage Paul Huet. Cela l'amuse qu'un républicain se mette au service de la noblesse.
En 1840, il est candidat à l'Académie française.
D'octobre 1846 au début janvier 1847, Dumas fit un voyage en Espagne puis en Algérie, accompagné de son fils, Alexandre, et de son collaborateur Auguste Maquet.

### Les romans-feuilletons
Après 1830, se développe en France la presse à grand tirage touchant la moyenne et petite bourgeoisie. En 1836, Émile de Girardin invente un nouveau journal à prix modique, La Presse et crée le roman-feuilleton. La Presse publie le premier feuilleton-roman (un épisode chaque semaine) : Règnes de Philippe VI de France et d'Édouard III d'Angleterre d’Alexandre Dumas, en sept feuilletons du 17 juillet au 28 août, suivis le 11 septembre 1836 de Règnes d'Édouard III, de Daniel Bruce d'Écosse et de Philippe le Valois (ces récits seront publiés en volume en 1839 sous le titre La Comtesse de Salisbury). Puis, c'est le succès en 1838 du Capitaine Paul, roman adapté d'une pièce de théâtre qui avait été refusée. Il publie ensuite avec des collaborateurs les récits des Crimes célèbres (1838-1840).

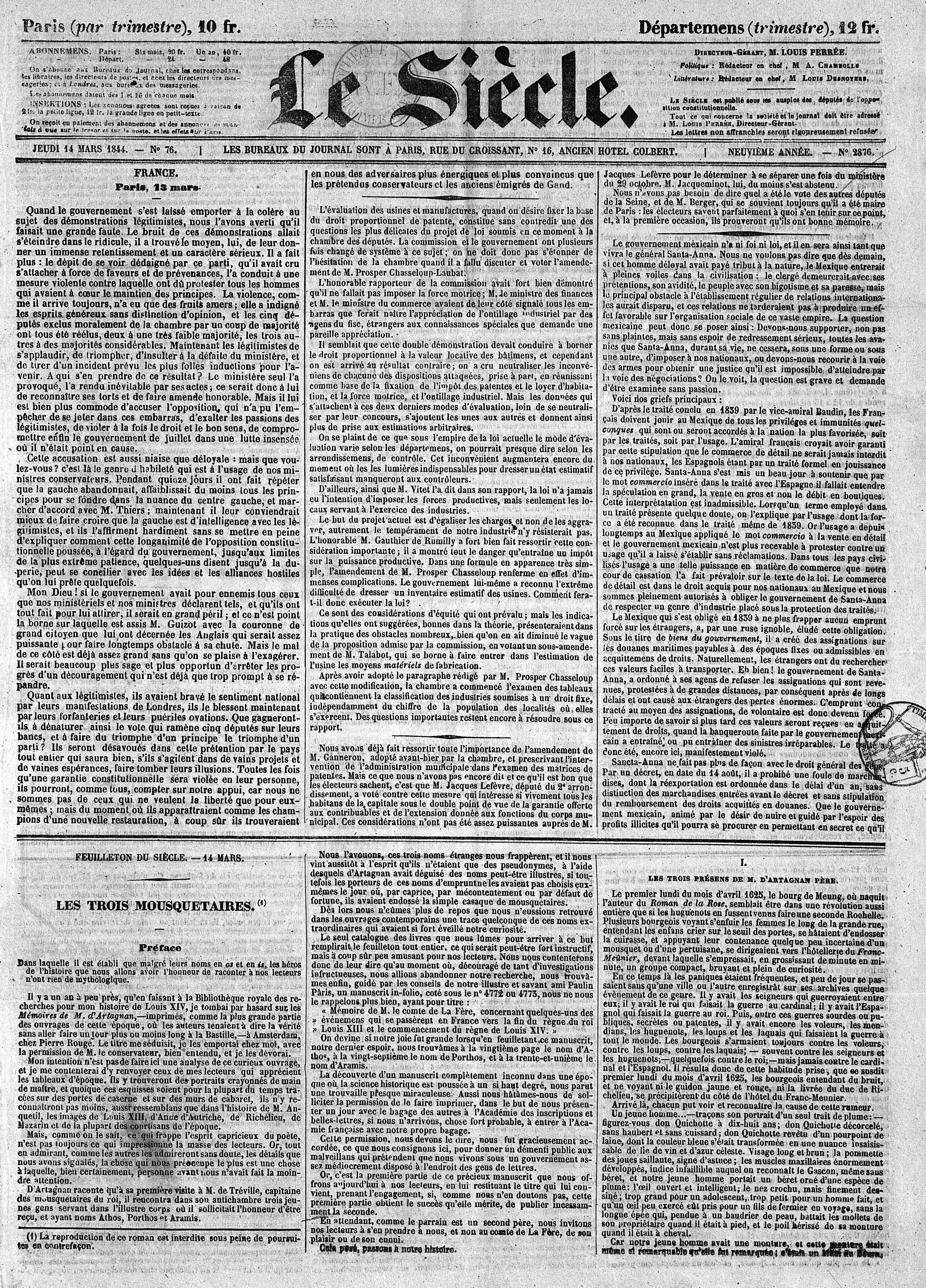
Première parution des Trois Mousquetaires dans Le Siècle du 14 mars 1844. Le feuilleton occupe le bas des pages 1,2 et 3, ce qui permet de ne pas débiter le roman en tranches trop maigres.

En 1840, Auguste Maquet, jeune auteur de théâtre que Gérard de Nerval lui avait été présenté en 1838, lui amène le manuscrit d'une nouvelle Le Bonhomme Buvat ou la Conspiration de Cellamare. Ce court roman, très largement augmenté par Dumas et renommé Le Chevalier d'Harmental, paraît sous le seul nom de Dumas dans La Presse en 1842 (Maquet reçut une compensation financière de huit mille francs). Parmi les concurrents de Dumas. Eugène Sue connaît un immense succès avec Les Mystères de Paris parus de 1842 à 1843 dans le Journal des débats. Dumas comprend qu'il y a de l'argent à gagner et une place à prendre. Le 14 mars 1844, son coup d'essai, Les Trois Mousquetaires, est un coup de maître et fait grimper les ventes du journal Le Siècle.

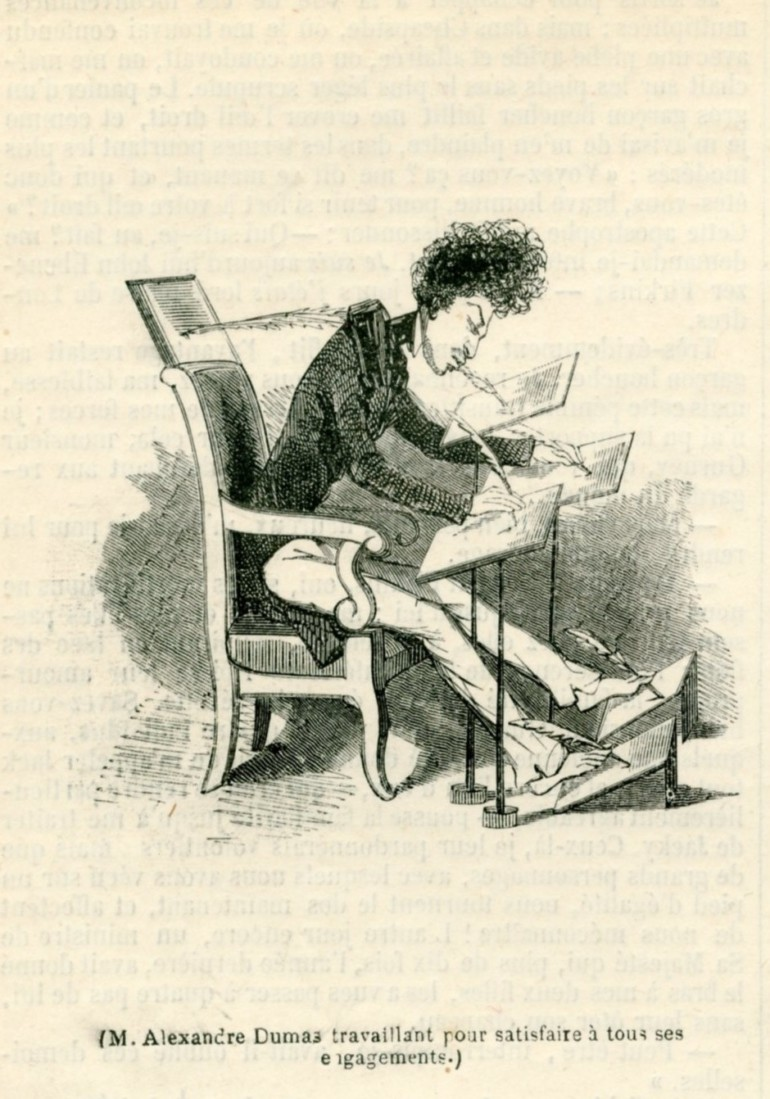
M. Alexandre Dumas travaillant pour satisfaire à tous ses engagements, caricature de Cham, 1846, illustrant la prolixité mercantile de Dumas, qui mobilise nombre de prête-plumes.

En l'espace de sept ans (1844-1850), il produit avec la collaboration d'Auguste Maquet, toutes les grandes œuvres qui assureront sa renommée. Publiées dans quatre journaux, La Presse, Le Siècle, Le Constitutionnel et le Journal des débats, ce sont, dans l'ordre de parution : Les Trois Mousquetaires (1844), Le Comte de Monte-Cristo (1844-1846), La Reine Margot (1844-1845), Vingt Ans après (1845), Une fille du Régent (1845), Le Chevalier de Maison-Rouge (1845-1846), La Dame de Monsoreau (1845-1846), Joseph Balsamo (1846-1848), Les Quarante-cinq (1847), Le Vicomte de Bragelonne (1847-1850), Le Collier de la reine (1848-1850). Son rythme de travail est effréné. « Bon jour, mauvais jour, j'écris quelque chose comme 24 000 lettres dans les vingt-quatre heures » (Dumas table sur 50 lettres par ligne et il est payé à la ligne). Il écrit au fur et à mesure des parutions, souvent plusieurs romans en même temps, entrecroisant sans s'y perdre plusieurs intrigues distinctes, changeant de siècle d'un roman à l'autre.

### Le Théâtre historique

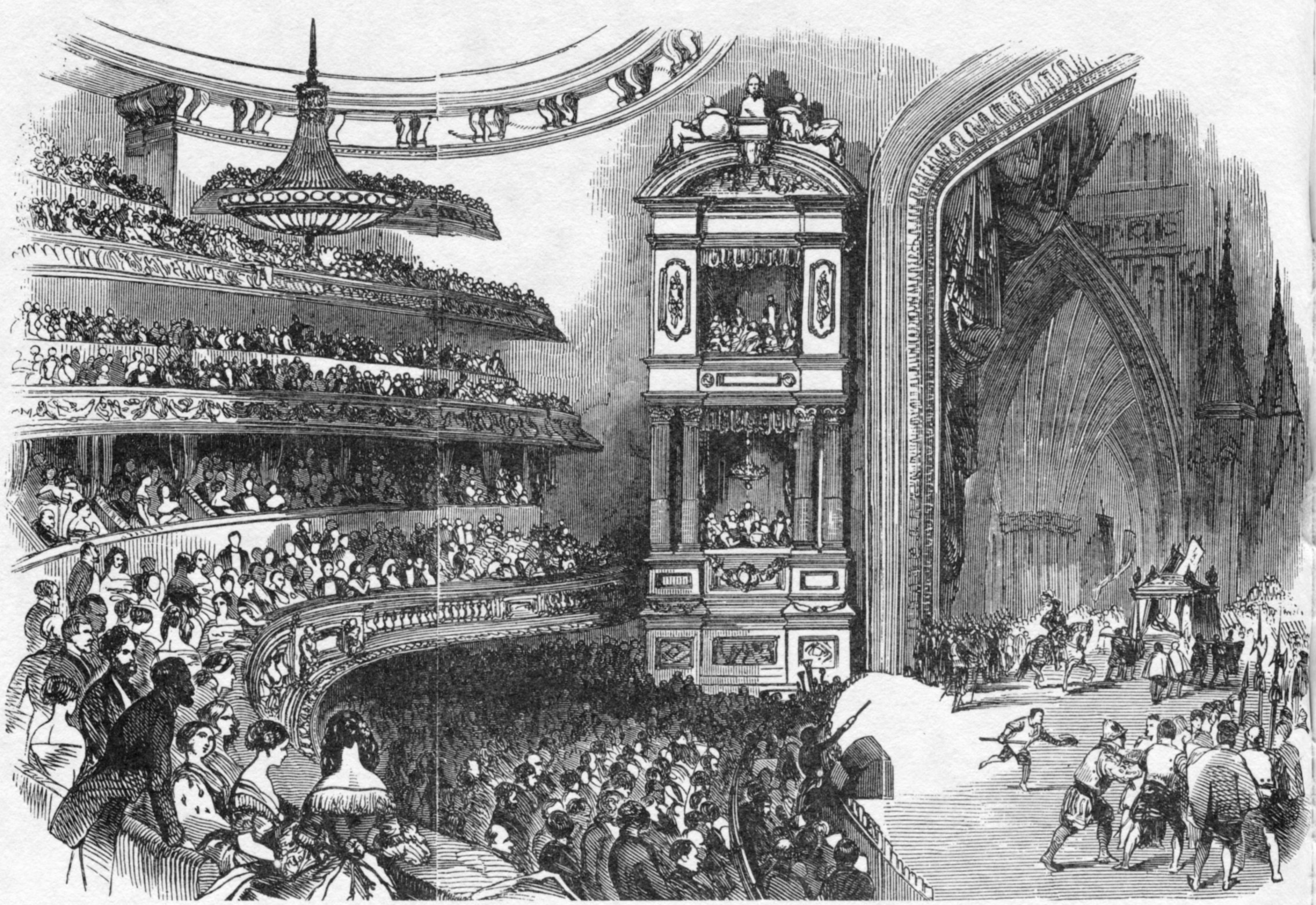
Le Théâtre historique.

En 1846, Dumas fait construire son propre théâtre à Paris, boulevard du Temple, qu'il baptise « Théâtre-Historique ». Le théâtre est inauguré en février 1847 et accueille les pièces de plusieurs auteurs européens (Shakespeare, Goethe, Calderon, Schiller) avant de faire faillite en 1850. C'est dans ce théâtre qu'il fait jouer pour la première fois une de ses pièces tirée de son roman Le Chevalier de Maison-Rouge dans laquelle est entonné Le Chant des Girondins, devenue un an plus tard l'hymne national français sous la seconde République.

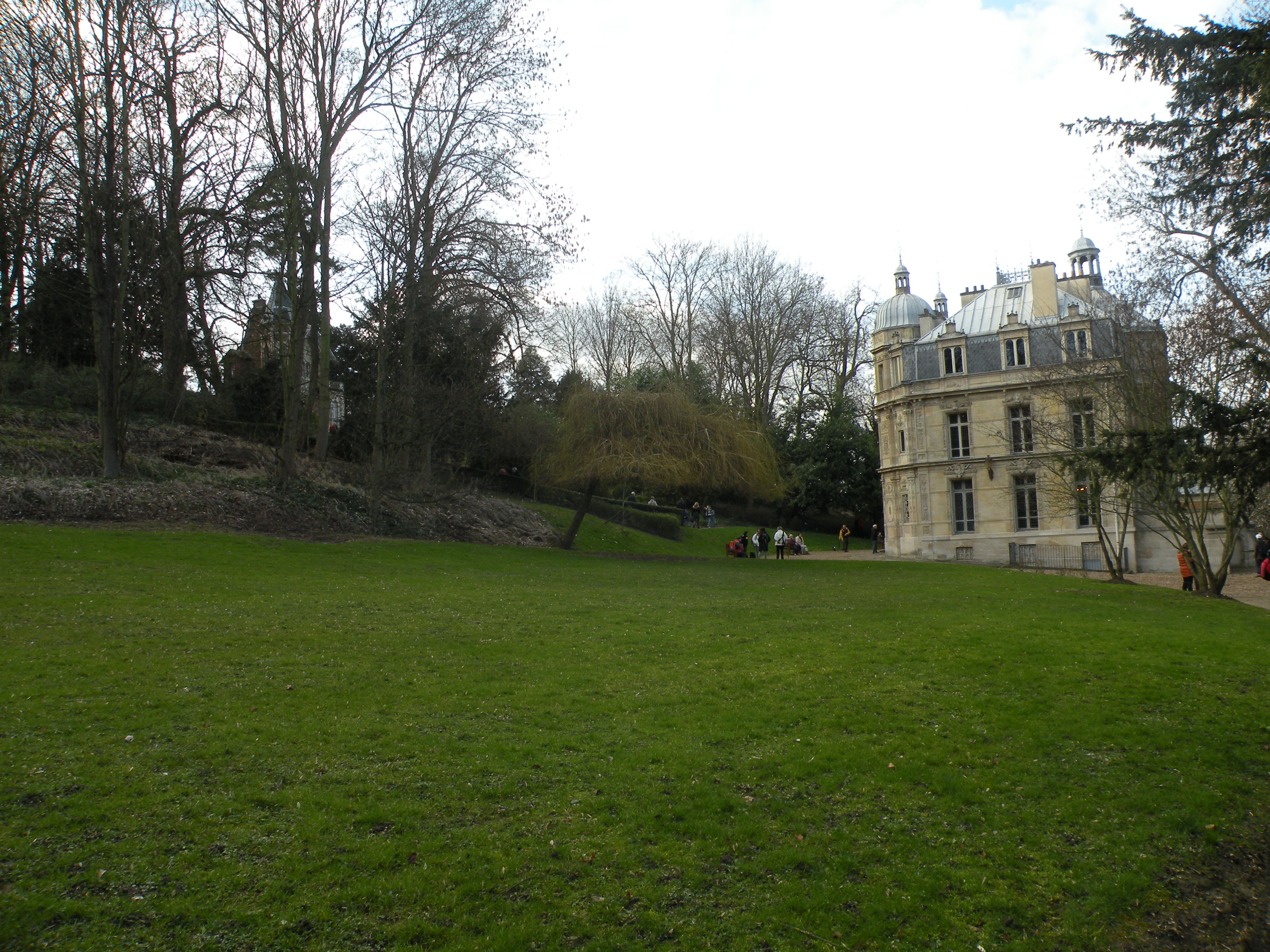
Le Château de Monte-Cristo et une partie de son parc.

Dumas dispose alors de très gros revenus, mais il dépense encore plus, prodigue avec ses maîtresses et ses amis, et vit à crédit, empruntant toujours, engageant ses droits d'auteur à venir, à la merci du moindre à-coup. Il fait bâtir en 1846 le château de Monte-Cristo à Port-Marly, une bâtisse de style composite, à la fois Renaissance, baroque et gothique. Il donne une fête et invite le Tout-Paris (600 personnes) à une grande fête pour pendre la crémaillère dans le parc de son château le 25 juillet 1847 (au lendemain de son anniversaire).

### La Révolution de 1848

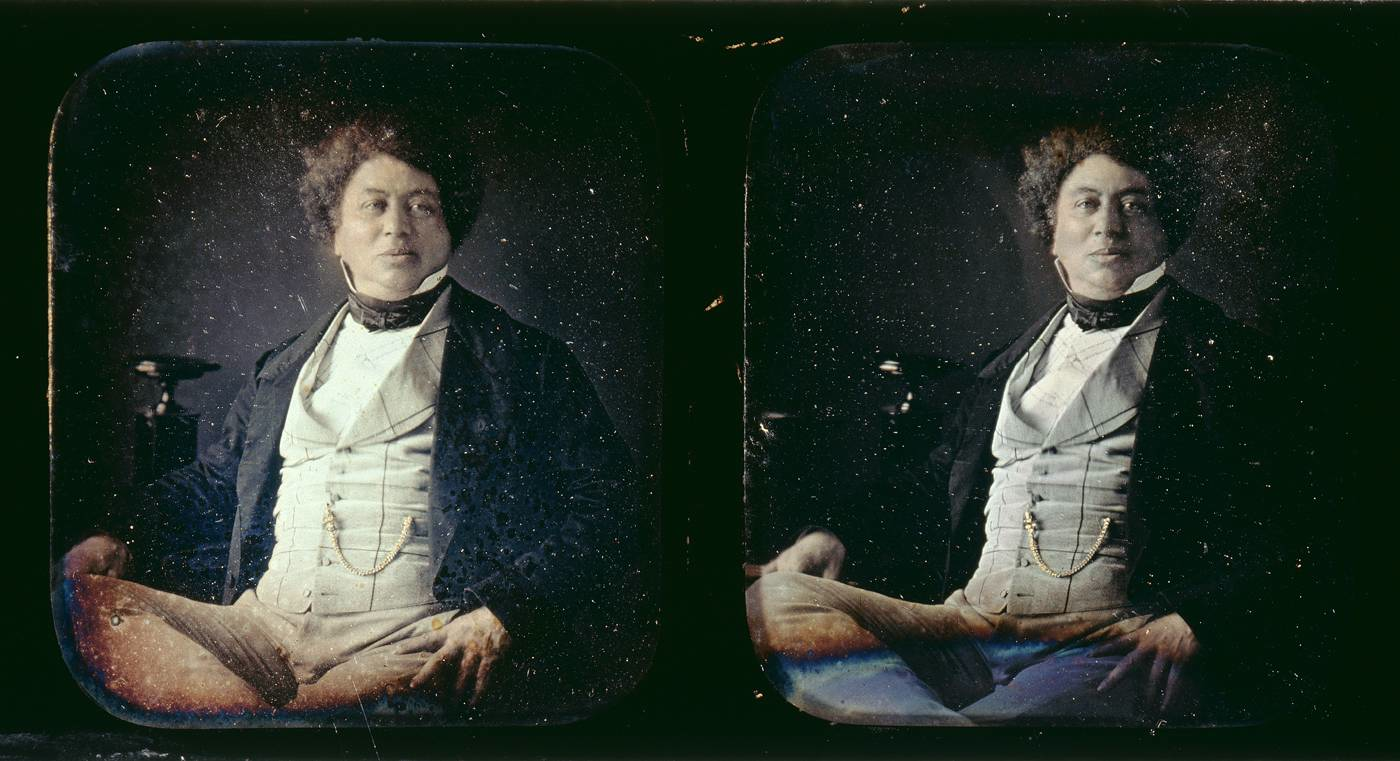
Portrait d'Alexandre Dumas par Gouin, vers 1852.

La révolution de 1848 va ruiner Dumas. D'une part la révolution le prive de ses rentrées habituelles (arrêt du théâtre et des feuilletons pendant plusieurs mois), d'autre part il s'arrête de travailler pour se mettre en campagne. Il est candidat malheureux dans l'Yonne aux élections législatives qui suivent. Il collabore à des journaux éphémères puis rédige, seul, son propre journal Le Mois, qui paraît de mars 1848 à février 1850

. Il soutient ensuite Louis-Napoléon Bonaparte aux élections présidentielles de 1848 . Il publie en 1848 Le Collier de la reine et son fils publie La Dame aux camélias la même année.
En 1847, sa femme Ida Ferrier, avec qui il est séparé, lui demande une pension. Le 10 février 1848, le tribunal de la Seine ordonne la vente du château de Monte-Cristo pour payer la pension alimentaire et les cent vingt mille francs de dots dus à Ida Dumas. Après confirmation du jugement en juillet 1848, Dumas est obligé de vendre aux enchères son château qu'Honoré de Balzac admirait tant. Le château fut acheté par un prête-nom de Dumas qui continua à l'habiter. Son théâtre fait faillite en décembre 1850. Ses créanciers se bousculent pour récupérer leurs fonds.

### Exil à Bruxelles

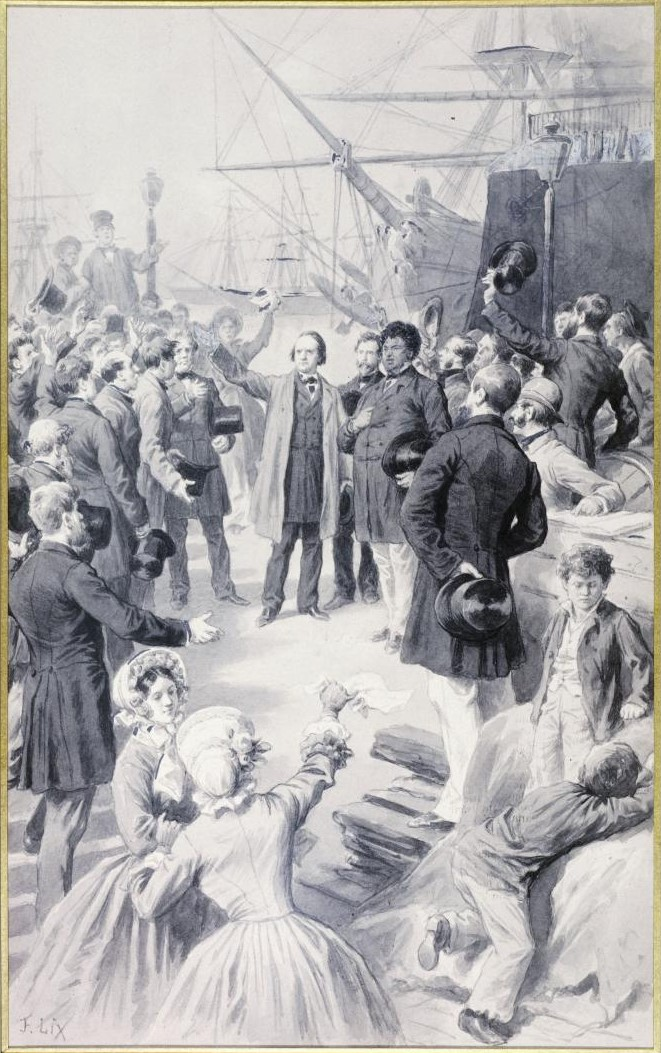
Victor Hugo sur le quai d'Anvers lors de son départ pour l'exil à Jersey, le 1er août 1852. Après lui avoir offert un dîner d'adieu la veille, Dumas se tient à ses côtés pour l'embrasser.
Dessin de Frédéric Lix, vers 1893.

Le 10 décembre 1851, menacé de banqueroute, Dumas s'exile à Bruxelles avec Victor Hugo, pour protester contre le coup d’État de Napoléon III. Il commence l'écriture de ses Mémoires à Bruxelles.

### Retour à Paris
En avril 1853, Dumas cède 45 % de la propriété littéraire de ses œuvres présentes et futures à ses créanciers et peut donc rentrer officiellement à Paris mais il continue à alterner les séjours à Bruxelles et à Paris jusqu'en 1854. Il trouve à Paris son fils couronné du succès de sa pièce La Dame aux camélias, représentée en février 1852.

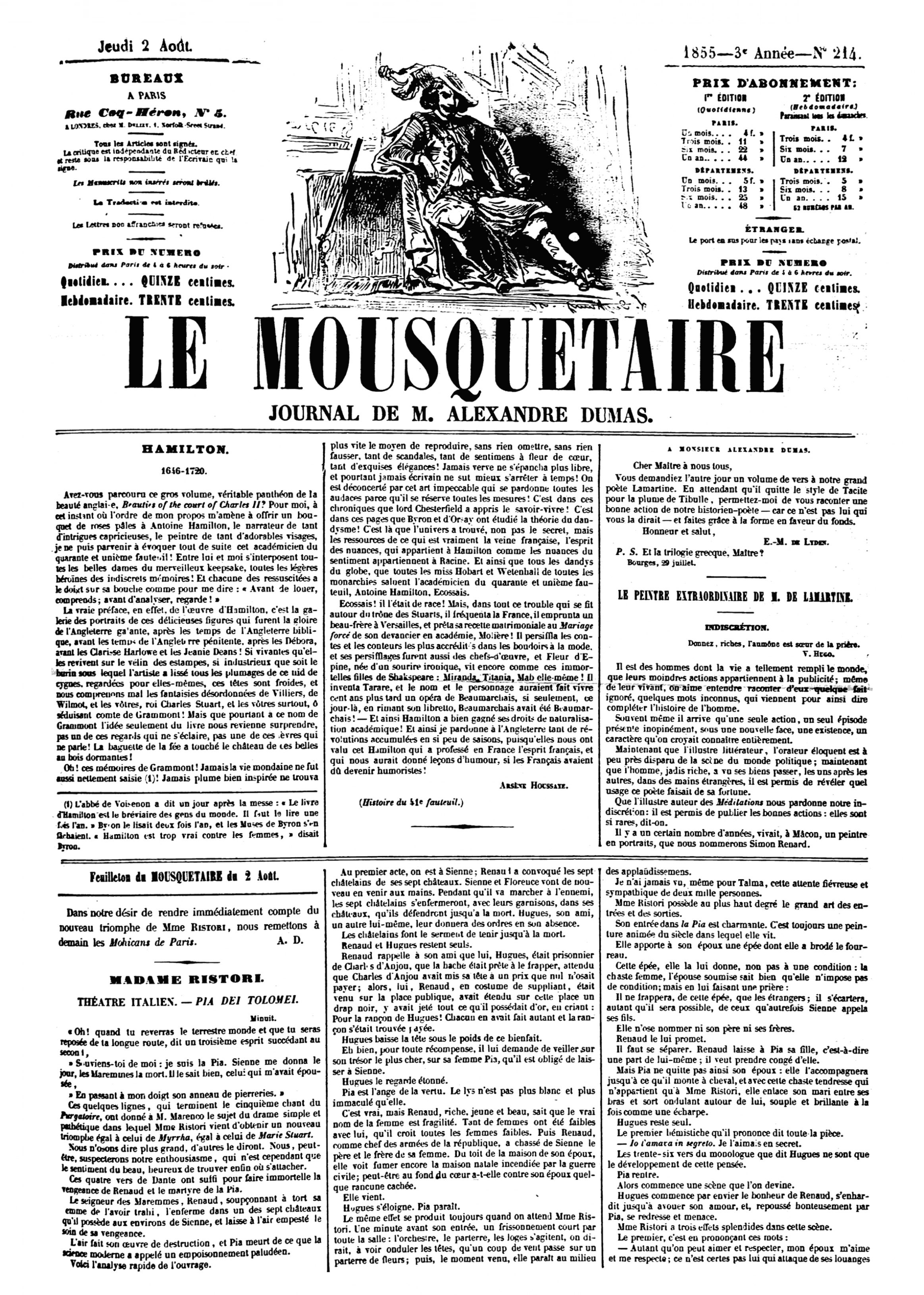
Le Mousquetaire, journal d'Alexandre Dumas, 1855.

Alexandre Dumas père lance en novembre 1853 un quotidien, Le Mousquetaire. Il y publie, toujours avec l'aide de collaborateurs, Mes Mémoires (plus de trois mille pages, parues de 1852 à 1856, qui s'arrêtent en 1833), Les Mohicans de Paris (1854-1859), Les Compagnons de Jéhu (1856), une série historique Les Grands Hommes en robe de chambre (1855-1857). Le Mousquetaire cesse de paraître en février 1857 à cause du retrait progressif d'Alexandre Dumas qui laisse la gestion du journal à ses collaborateurs, ce qui entraîne les désabonnements de ses lecteurs.
Fin mars-début avril 1857, Dumas voyage en Angleterre et rend visite à Victor Hugo à Guernesey. À son retour en France, il lance un journal hebdomadaire Le Monte-Cristo qui paraît d'avril 1857 à 1860. Il y publie une série de romans écrits en collaboration avec Cherville (Gaspard de Pekow, marquis de Cherville), mais celui-ci n'a ni la capacité de travail des anciens collaborateurs de Dumas comme Maquet — il écrit beaucoup moins rapidement — ni leur talent. De 1852 à 1859, Dumas publie plusieurs récits de voyages qu'il retouche et dont il négocie les droits avec les auteurs ; il signe également plusieurs romans traduits du russe ou de l'anglais, ou encore des contes pour enfants tirés de l'allemand. Le premier jet de ces traductions est réalisé par un collaborateur, et Dumas retouche ensuite le texte. Il signe également une traduction fidèle du roman de Walter Scott, Ivanhoé publiée en 1864.
En 1858, Auguste Maquet intente à Dumas un procès qu'il perd : il obtient 25 % des droits d'auteur sur 18 romans mais aucun droit de propriété.

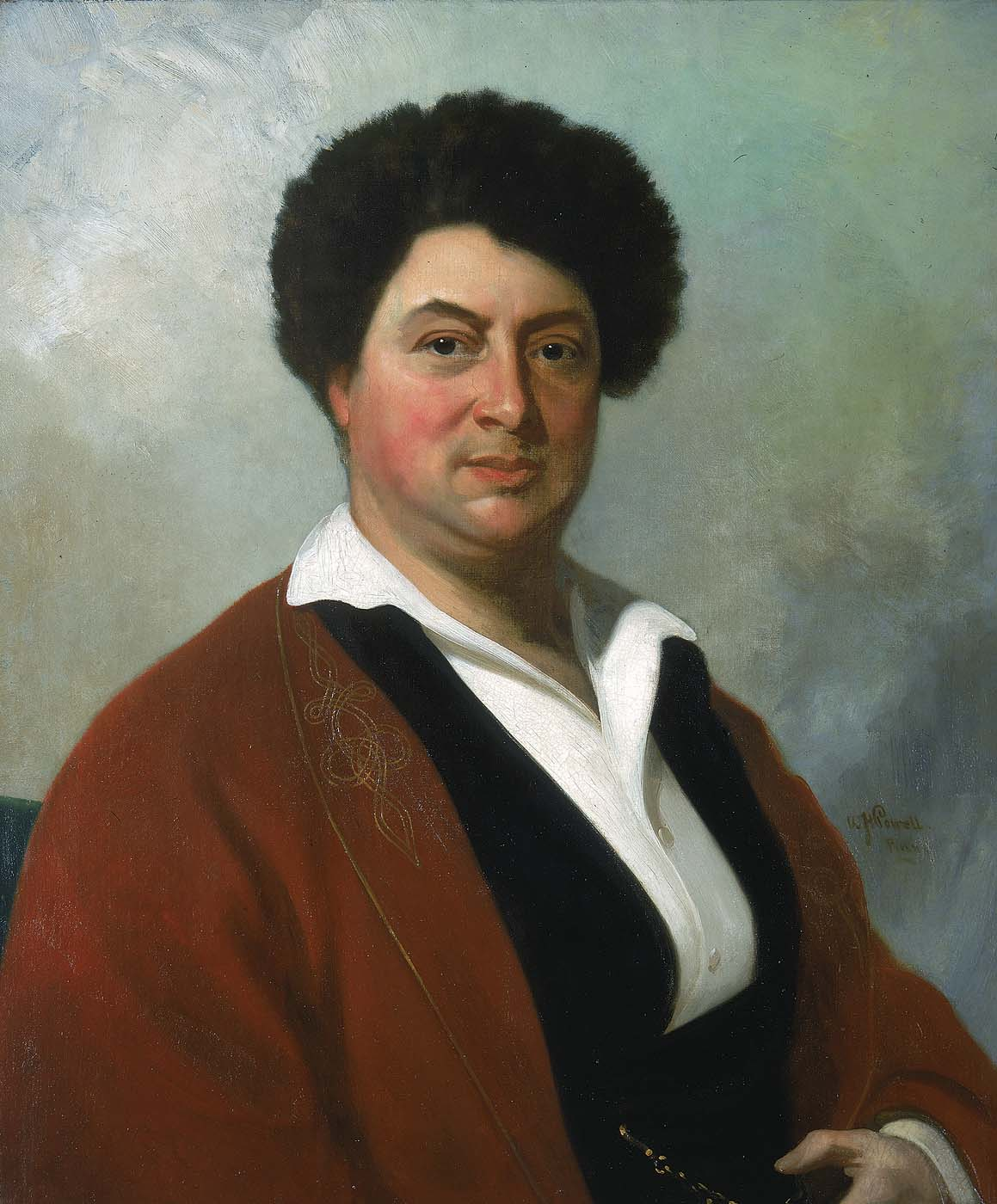
Portrait d'Alexandre Dumas peint par William Henry Powell, 1855.
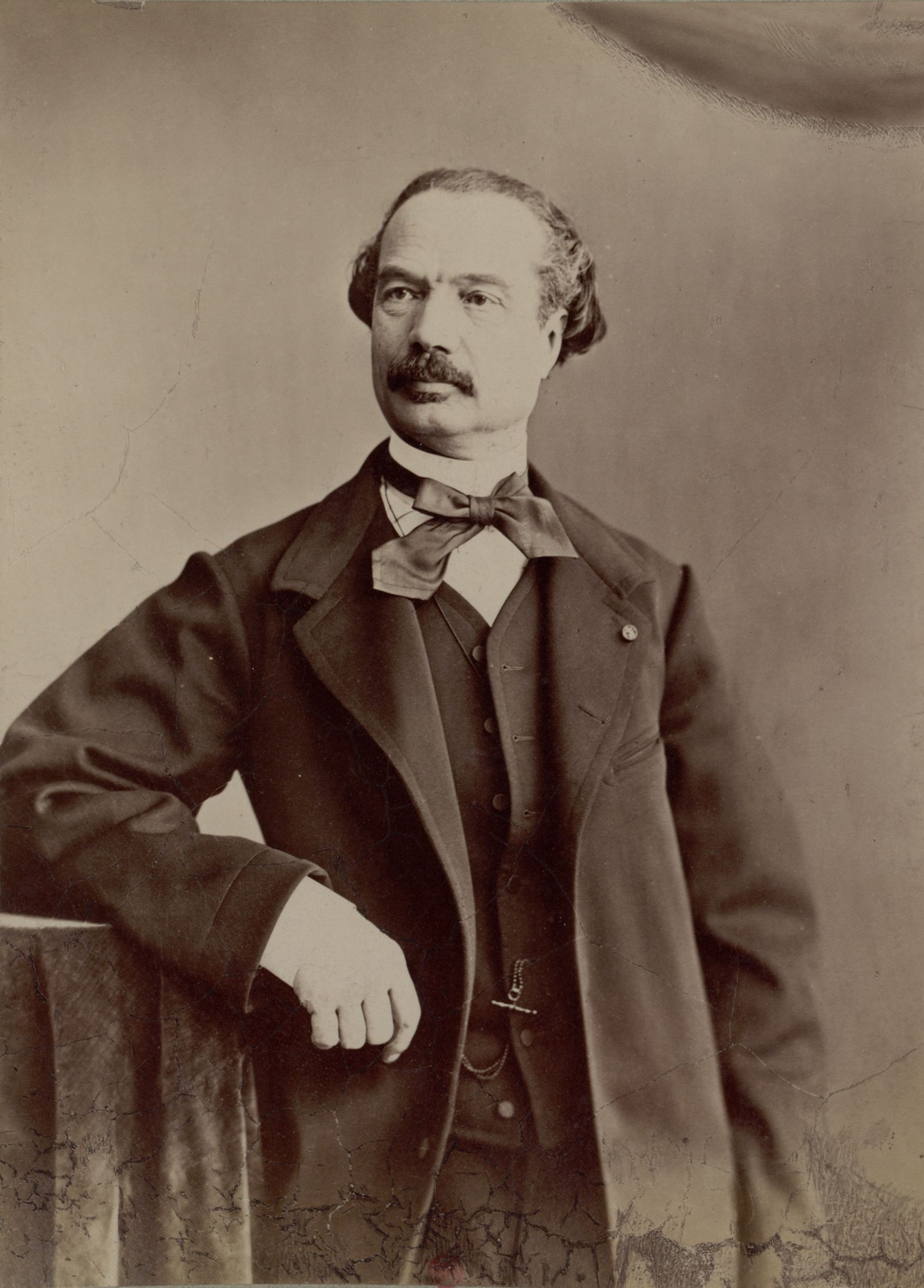
Auguste Maquet photographié par Nadar.

### Voyage en Russie (1858-1859)
En 1858, Dumas interrompt la publication des Mohicans de Paris et entreprend un long voyage en Russie puis au Caucase (de juin 1858 à mars 1859), avec comme compagnon de voyage le peintre Jean-Pierre Moynet. Il publie ses impressions de voyage dans deux grands recueils En Russie et Le Caucase. Dans ces récits, il relate ses aventures pittoresques dans l'Empire russe puis lors de sa traversée du Caucase, depuis Bakou jusqu'à la mer Noire. Il séjourne notamment à Tiflis, aujourd'hui Tbilissi, actuelle capitale de la Géorgie, croisant les traces du grand poète russe Mikhaïl Lermontov. Il publie également des adaptations de nouvelles et de romans d'auteurs russes comme Ivan Lajetchnikov et Alexandre Pouchkine.
En décembre 1859, Dumas signe un contrat avec les frères Lévy pour la réimpression de ses œuvres complètes moyennant un montant de dix centimes pour chaque volume vendu à 1 franc avec une avance de cinquante mille francs (payée en deux fois) suivie de versements réguliers de neuf mille francs par trimestre.

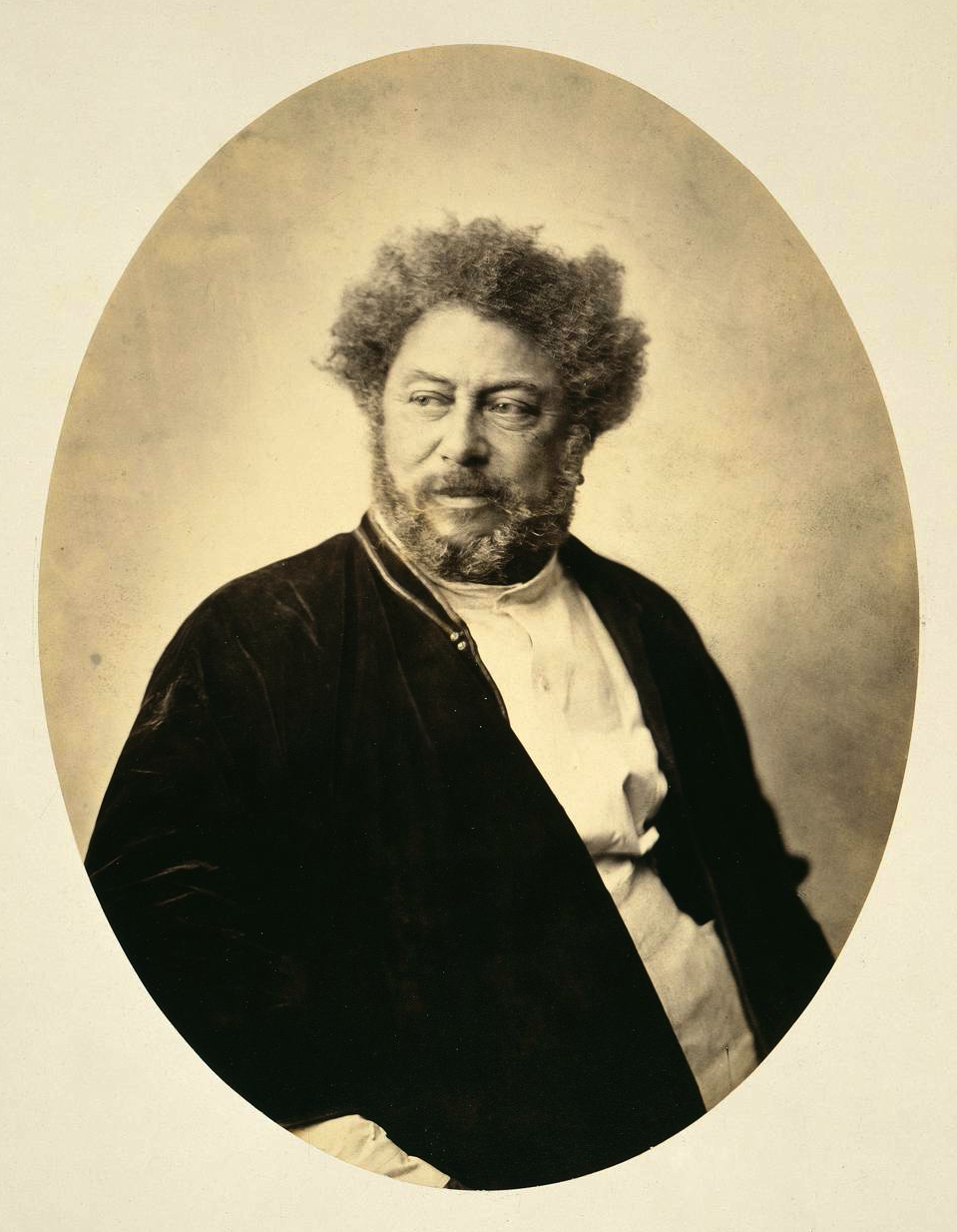
Alexandre Dumas en costume russe par Gustave Le Gray, vers 1859.
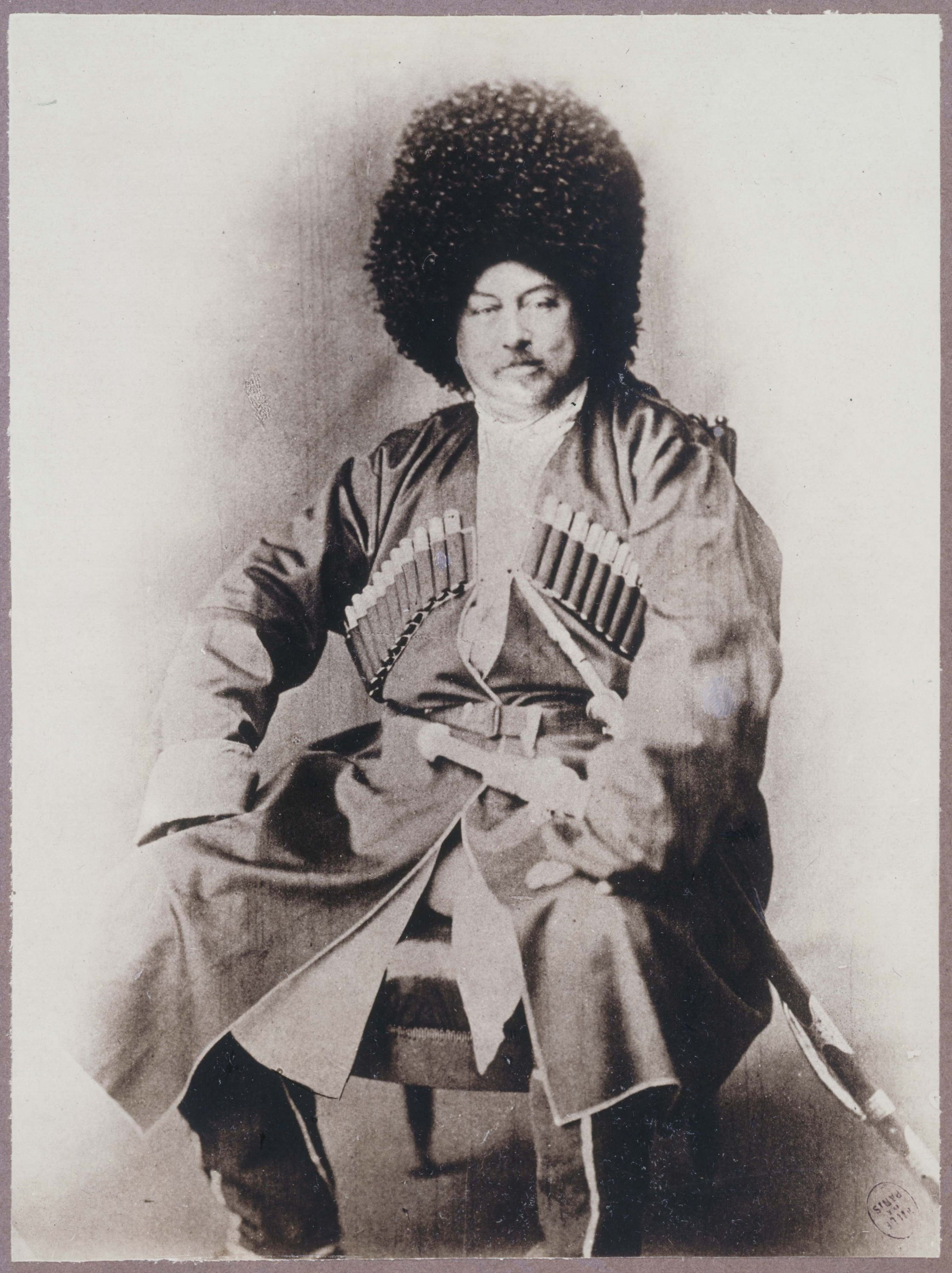
Alexandre Dumas en costume caucasien, vers 1859.

### Engagement en Italie (1860 à 1864)

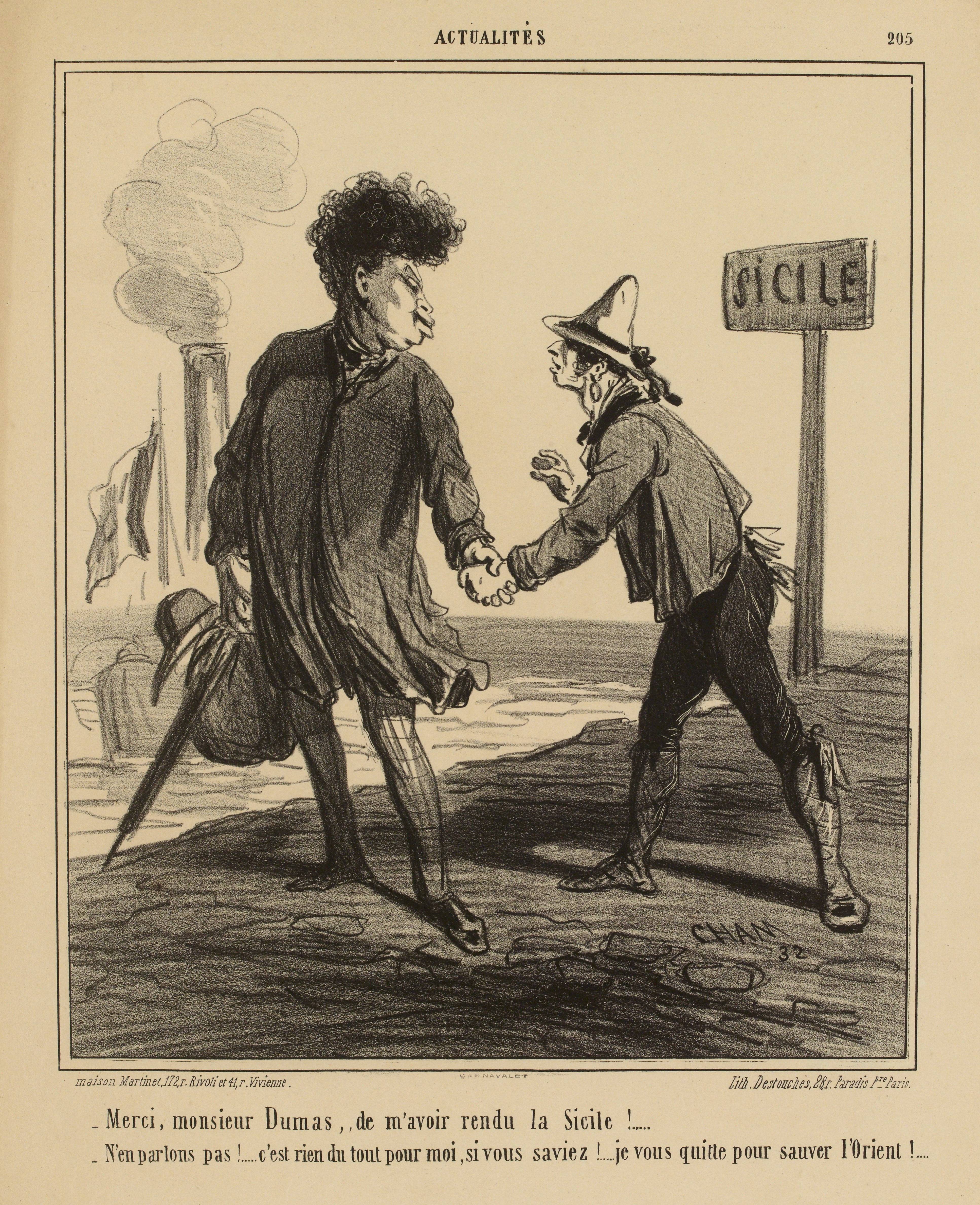
Un volontaire des chemises rouges remercie Dumas de lui « avoir rendu la Sicile ».
Caricature de Cham, 1860.

En 1860, Dumas vend ses biens pour acheter des armes pour l'armée de Garibaldi. Dumas est un ami et un admirateur de Garibaldi, dont il traduit les mémoires. Pendant l'expédition des Mille, il se rend en Sicile pour lui livrer les armes achetées. Il est le témoin de la bataille de Calatafimi qu'il décrit dans Les Garibaldiens, publié en 1861. Il est aux côtés de Garibaldi le jour de son entrée dans Naples (le 7 septembre 1860). Sa fille Micaëlla-Clélie-Josepha-Élisabeth Cordier naît en décembre 1860 (sa mère est l'actrice Émélie Cordier). Il est nommé directeur des fouilles de Pompéi et directeur des musées, charge qu'il occupe pendant trois ans (de 1861 à 1864). Il habite à Naples jusqu'à ce qu'à cause du mécontentement des Napolitains qui acceptent mal qu'un étranger occupe une telle charge, il préfère démissionner et rentre à Paris.

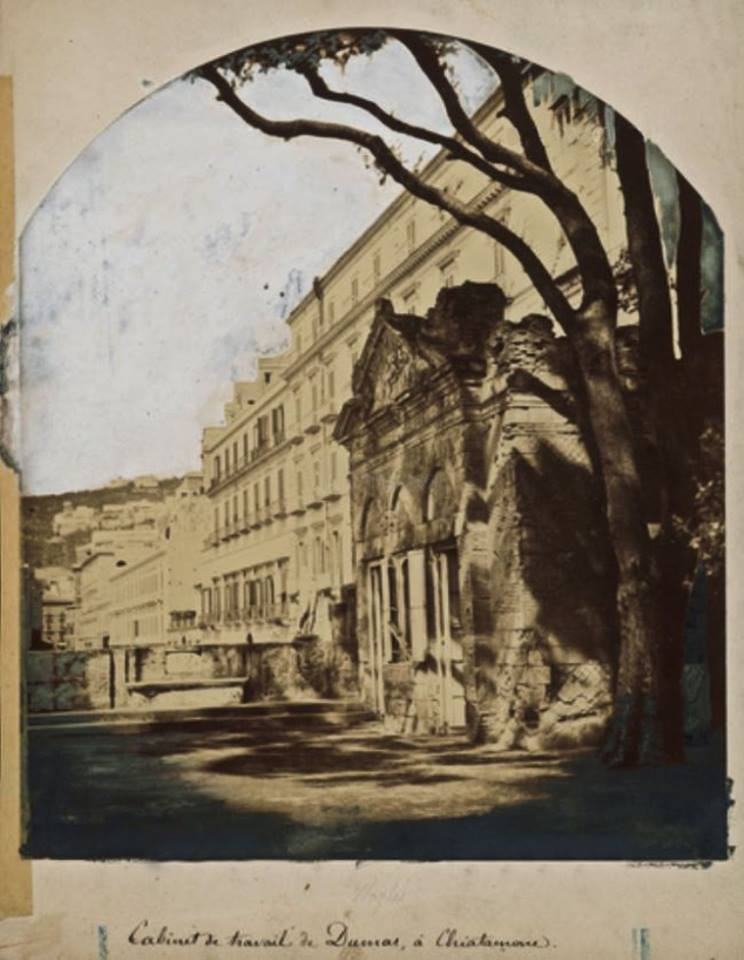
Cabinet de travail de Dumas, Via Chiatamone à Naples, 1862.

Durant la même période, il dirige et rédige le journal L'Indipendente auquel collabore le futur fondateur du Corriere della Sera, Eugenio Torelli Viollier. Il écrit parallèlement une Histoire des Bourbons de Naples, ouvrage historique volumineux qui paraît dans le supplément de L'Indipendente du 15 mai 1862 au 6 février 1864 et très partiellement en français dans Le Monte-Cristo, avant la disparition de ce journal en octobre 1862. Dumas écrit aussi le roman Emma Lyonna (publié en France sous le titre Souvenirs d'une favorite) sur l'histoire de Lady Hamilton. Il commence en juillet 1863 la rédaction, sans collaborateur, de La San-Felice qu'il poursuivra pendant dix huit mois et ne terminera qu'à la fin de 1864, après son retour en France. La publication du roman dans la Presse dura de décembre 1863 à 1865. Le succès ne fut cependant pas à la mesure des attentes de Dumas et le roman fut oublié pendant plus d'un siècle jusqu'à sa réédition en 1996 par Claude Schopp.

### Dernières années

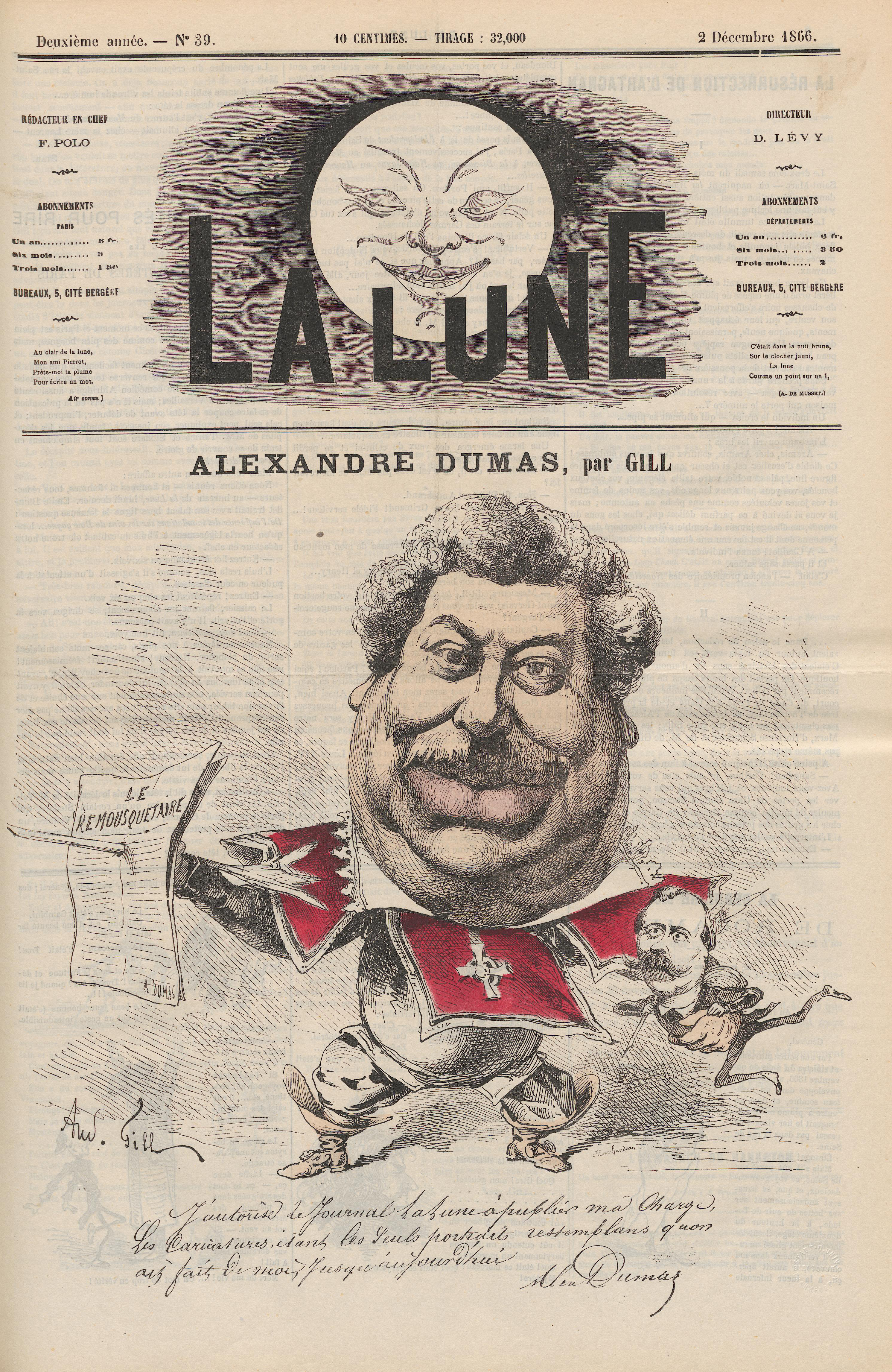
Alexandre Dumas publiant derechef son journal Le Mousquetaire.
Caricature d'André Gill dans le journal La Lune, 2 décembre 1866.

Alexandre Dumas rentre en France en avril 1864 et s'installe à Enghien pendant l'été avec une cantatrice, puis revient à l'automne à Paris, Boulevard Malesherbes, après leur séparation. En 1865 et 1866, il donne des conférences dans plusieurs villes françaises où il raconte ses souvenirs. Il voyage en Autriche-Hongrie en 1865. Il ne ralentit pas pour autant sa production littéraire avec Le Comte de Moret en 1865-1866 et Les Blancs et les Bleus, en 1867. Son journal Le Mousquetaire reparaît en 1866-1867. D'un voyage en Allemagne, en juin 1866, il rapporte le roman La Terreur prussienne publié en 1867 dans La Situation. Il a une dernière aventure avec l'actrice américaine Adah Isaacs Menken (1835-1868) rencontrée au début 1867. Il se laisse photographier avec l'actrice blottie dans ses bras ou assise sur ses genoux. Ces photos font scandale et Dumas obtient leur interdiction à la vente.
Il fait paraître un nouveau journal (Le D'Artagnan) en 1868 (du 4 février au 4 juillet). Il publie en feuilleton, en 1869 dans Le Moniteur, Hector de Sainte-Hermine (laissé inachevé et publié en volume en 2005 sous le titre Le Chevalier de Sainte-Hermine) et, en 1869-1870 dans Le Siècle, Création et Rédemption, qui fut publié en deux tomes (Le Docteur mystérieux et La Fille du marquis) après sa mort. Fin gourmet, il est même l'auteur d'un Grand dictionnaire de cuisine, dont le manuscrit est remis à l'éditeur en mars 1870 et publié après sa mort, en 1873. « Alexandre Dumas partageait son temps, comme d'habitude, entre la littérature et la cuisine ; lorsqu'il ne faisait pas sauter un roman, il faisait sauter des petits oignons. »
En septembre 1870, après un accident vasculaire qui le laisse à demi paralysé, Alexandre Dumas s'installe dans la villa de son fils à Puys, quartier balnéaire au nord-est de Dieppe. Il y meurt le 5 décembre 1870. Ses obsèques ont lieu le 8 décembre à Neuville-lès-Pollet suivi de son inhumation dans le cimetière aujourd'hui disparu jouxtant l'Église Saint-Aubin de Neuville-lès-Dieppe. Après la Guerre de 1870, son fils fait transporter le corps au cimetière de Villers-Cotterêts le 15 avril 1872.

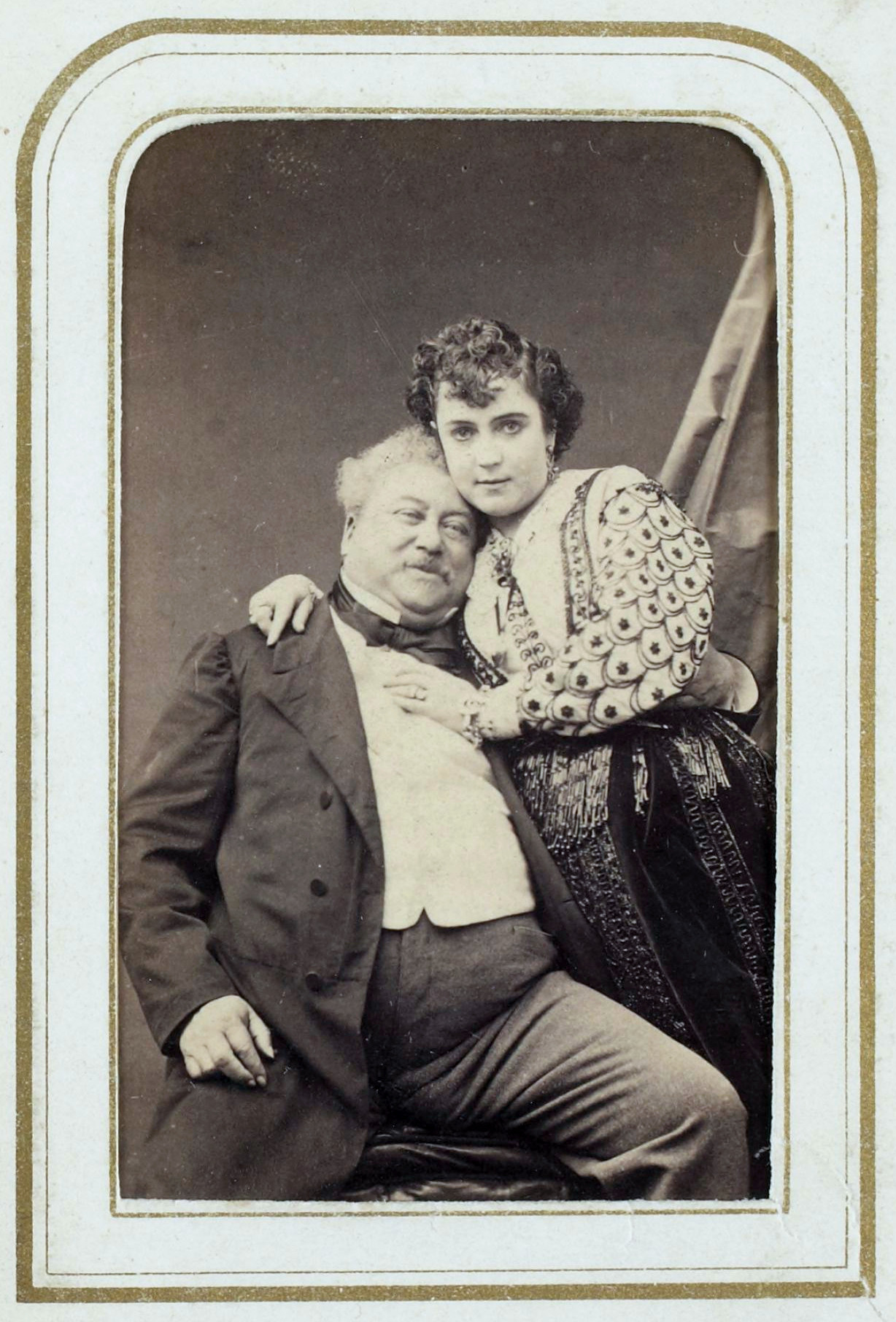
Dumas et Adah Isaacs Menken photographiés par Alphonse Liébert en 1867.
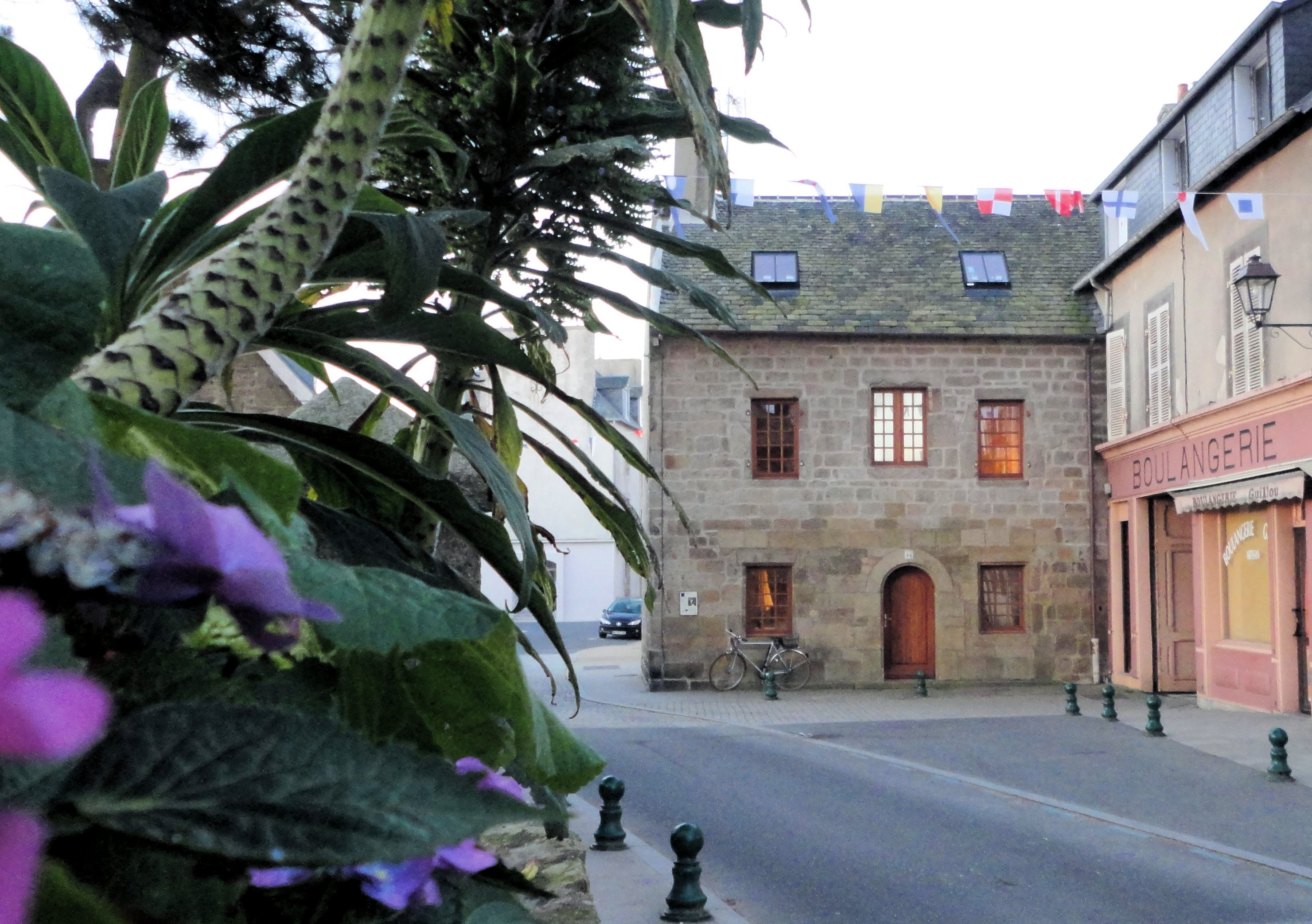
Maison d'Alexandre Dumas de Roscoff en Bretagne où il écrivit pendant l'été 1869 son Grand dictionnaire de cuisine.
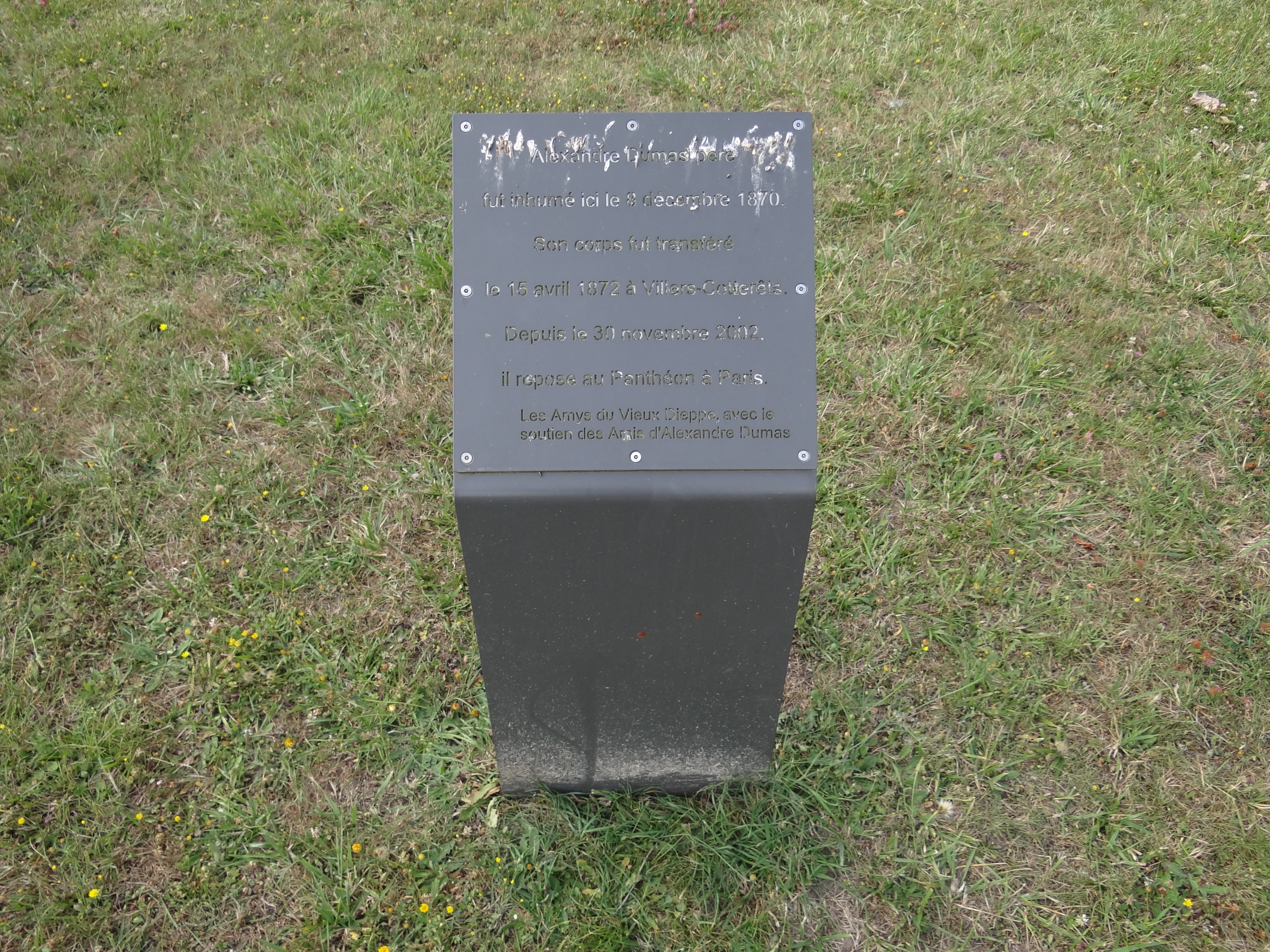
Plaque commémorative de l'ancienne tombe d'Alexandre Dumas à Neuville-lès-Dieppe.
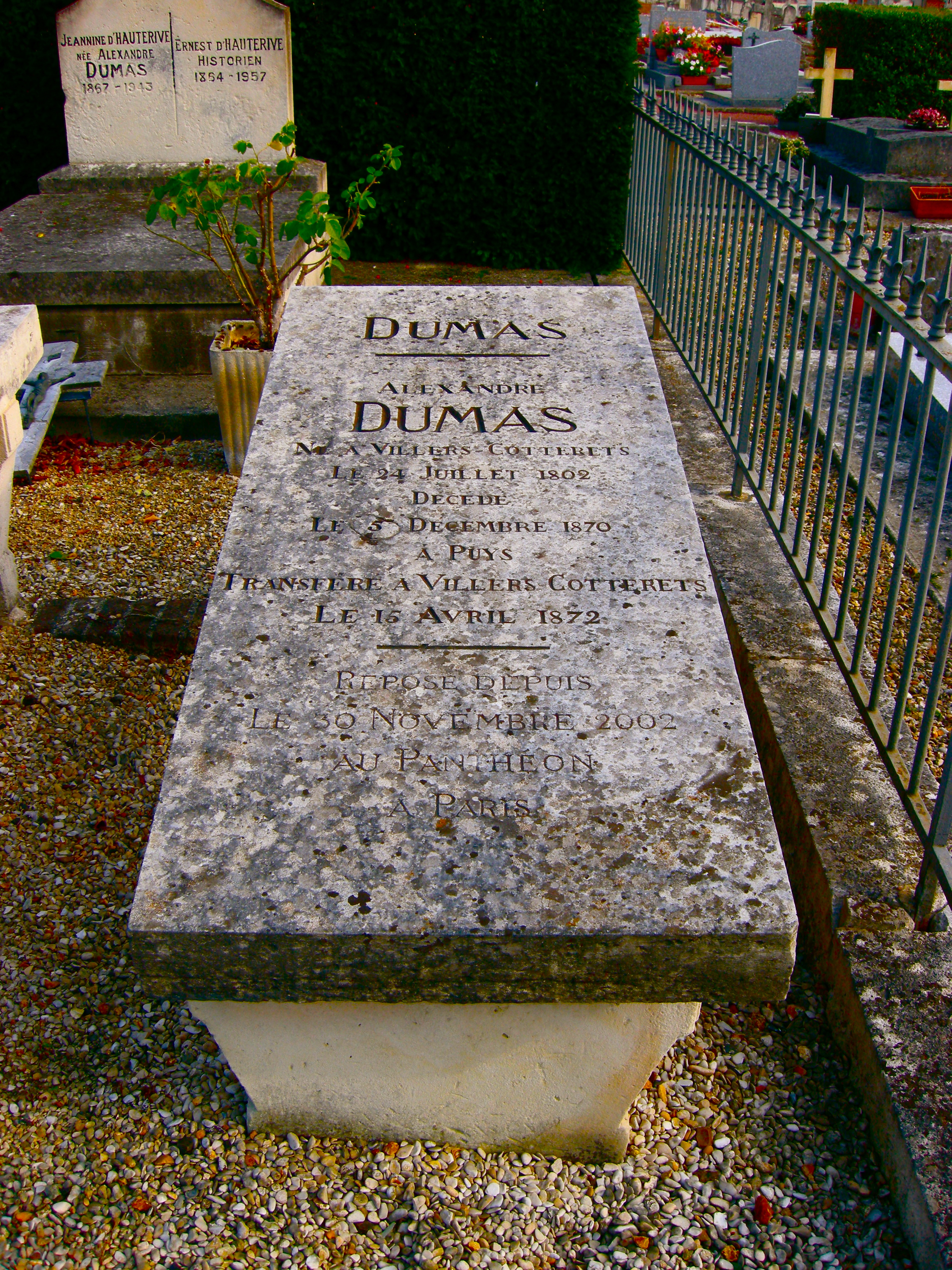
Ancienne tombe d'Alexandre Dumas à Villers-Cotterêts.

### Transfert au Panthéon (2002)
Sa dépouille est transférée au Panthéon de Paris le 30 novembre 2002, à l'occasion du bicentenaire de sa naissance.

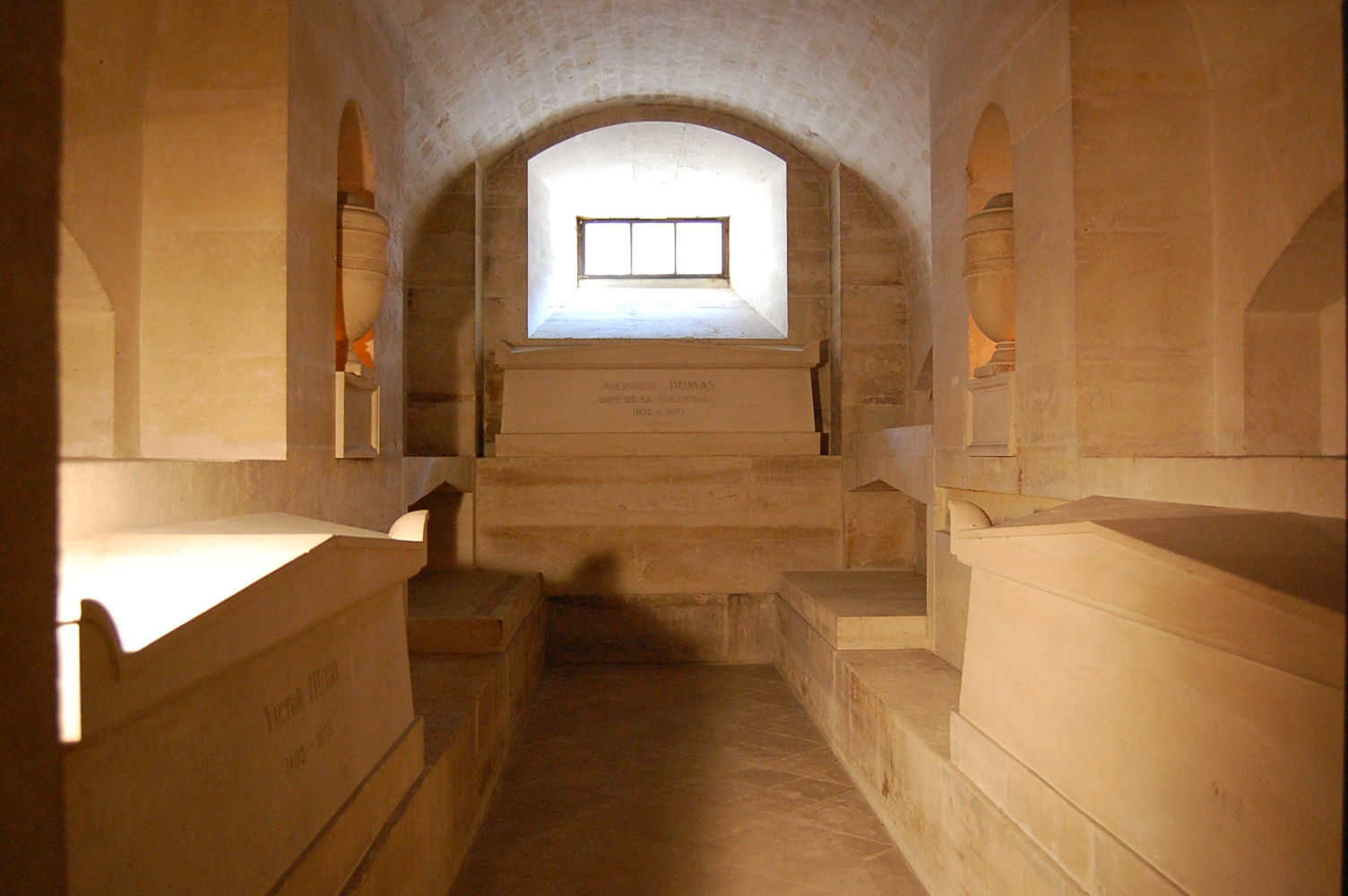
Tombe d'Alexandre Dumas au Panthéon de Paris.

Le président de la République Jacques Chirac et l'écrivain Alain Decaux prononcent un discours lors de la cérémonie.

### Distinctions
- Chevalier de la Légion d'honneur (2 juillet 1837)[50].

## Galerie de portraits

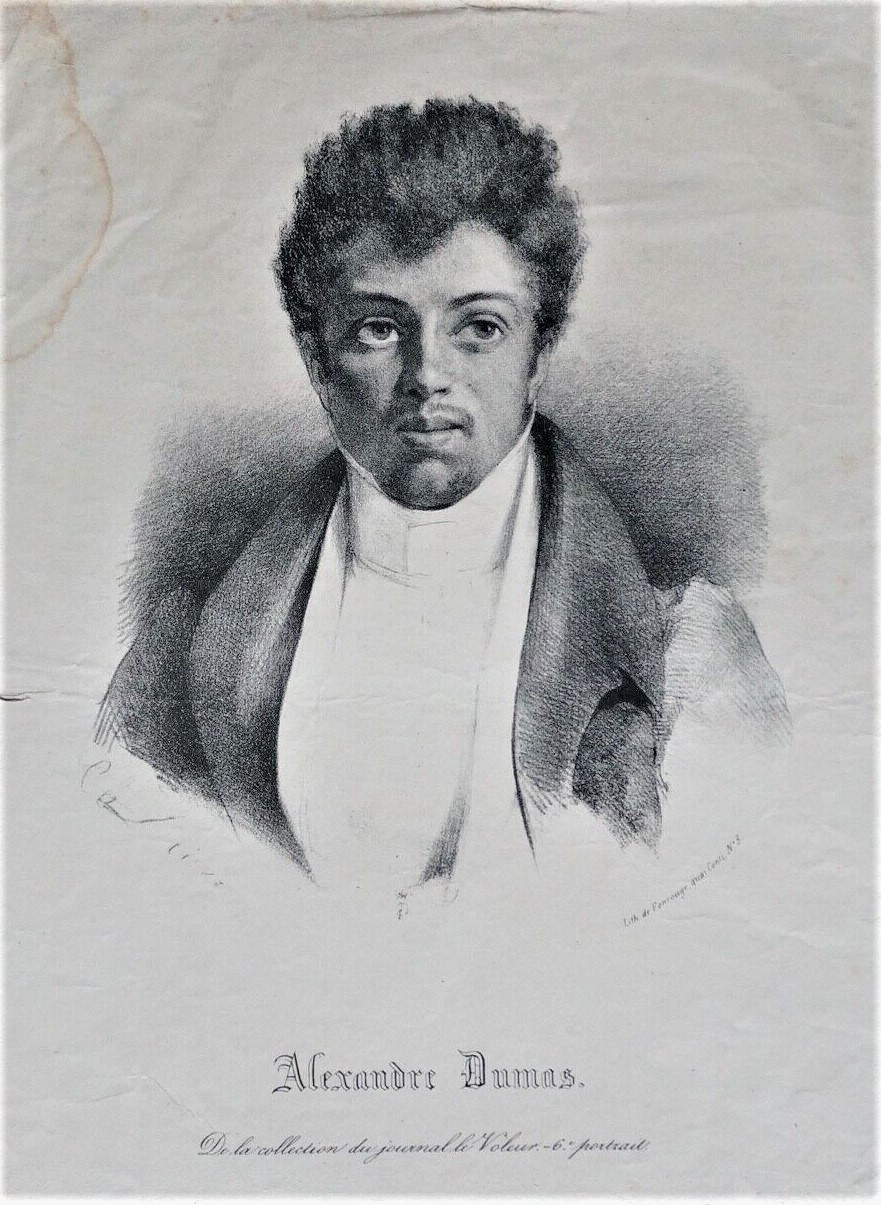
Portrait publié dans la revue Le Voleur.
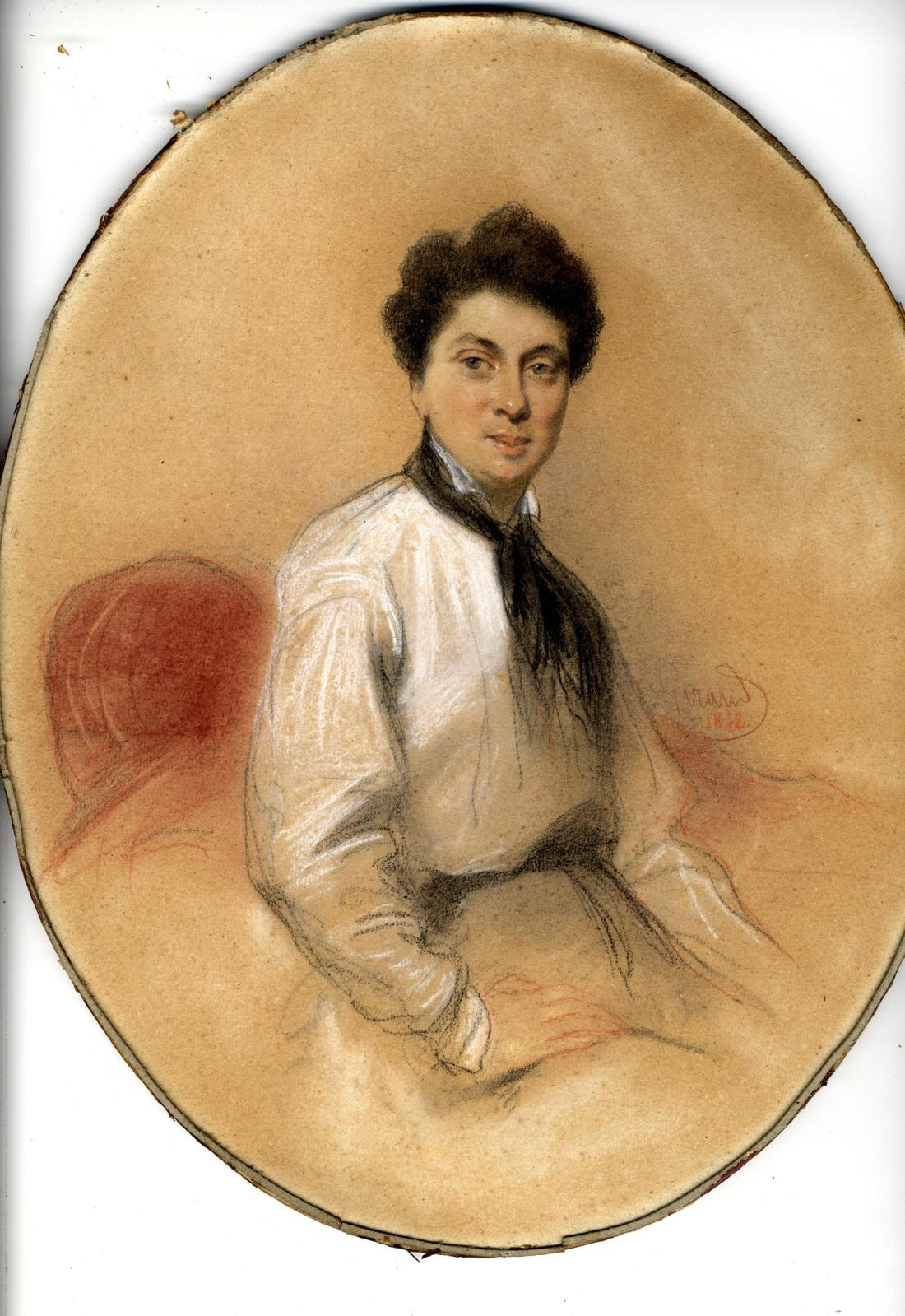
Alexandre Dumas par Pierre François Eugène Giraud, 1842.
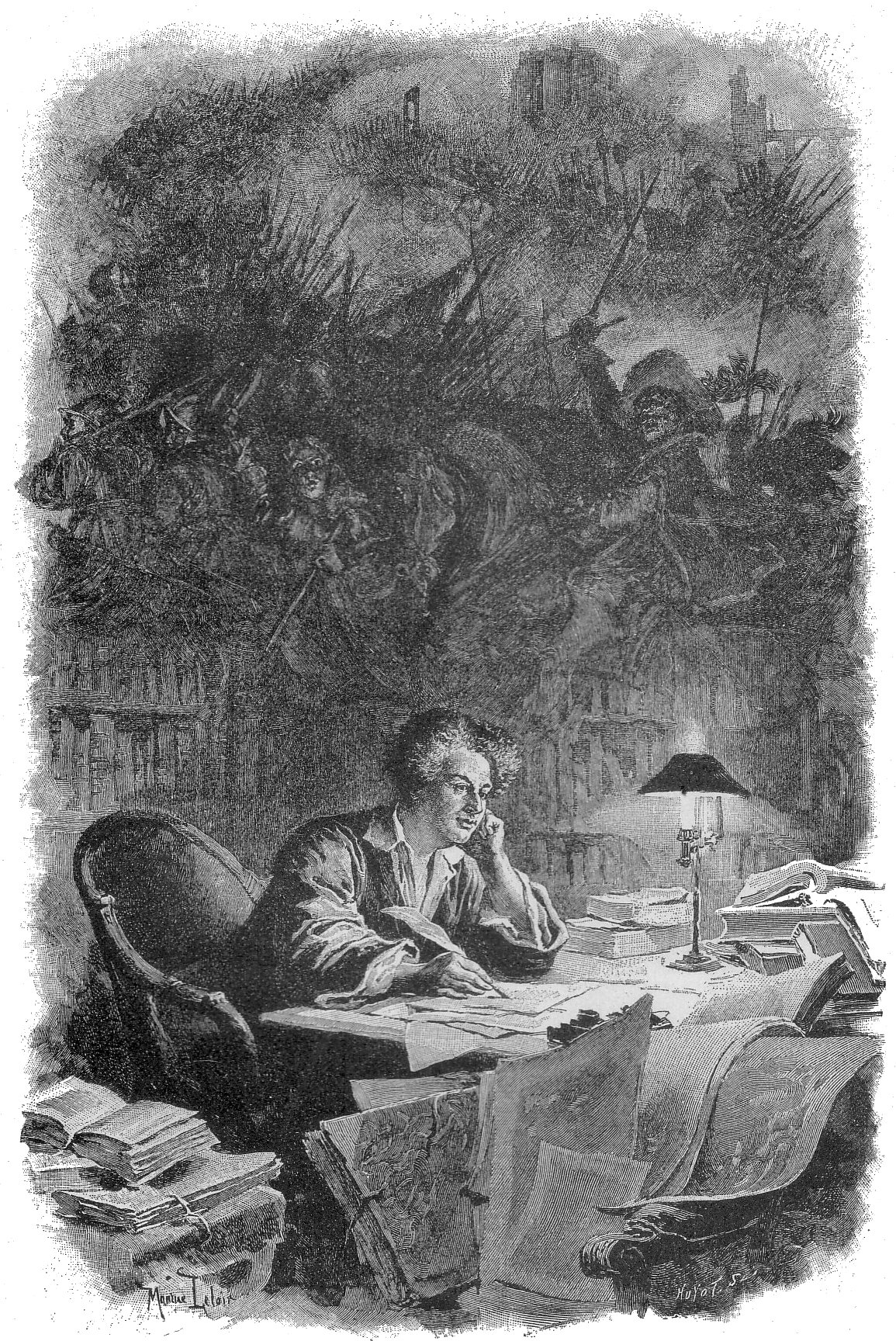
Alexandre Dumas rédigeant Les Trois Mousquetaires dans sa bibliothèque, par Maurice Leloir.
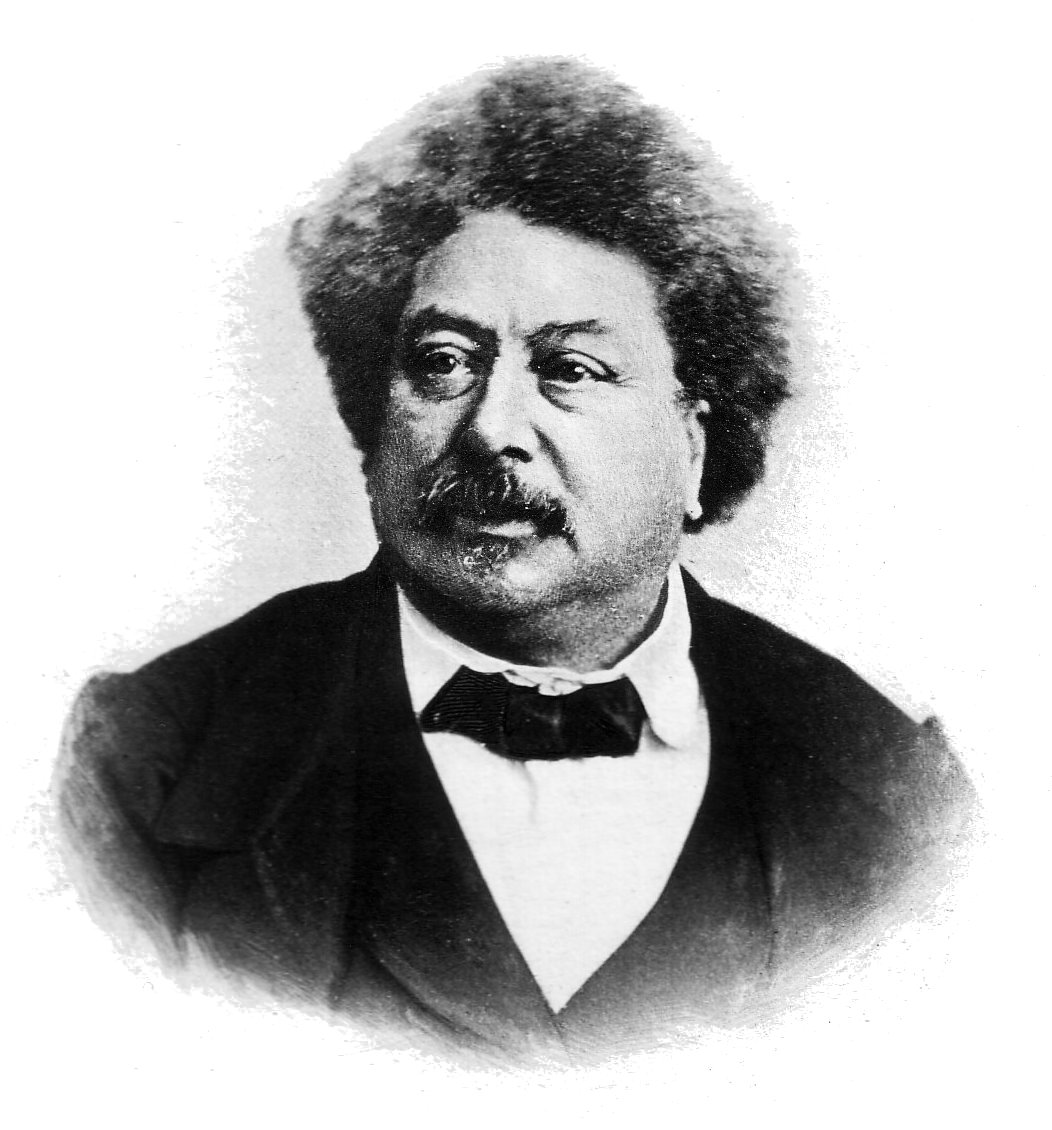
Alexandre Dumas, cliché de Charles Reutlinger.
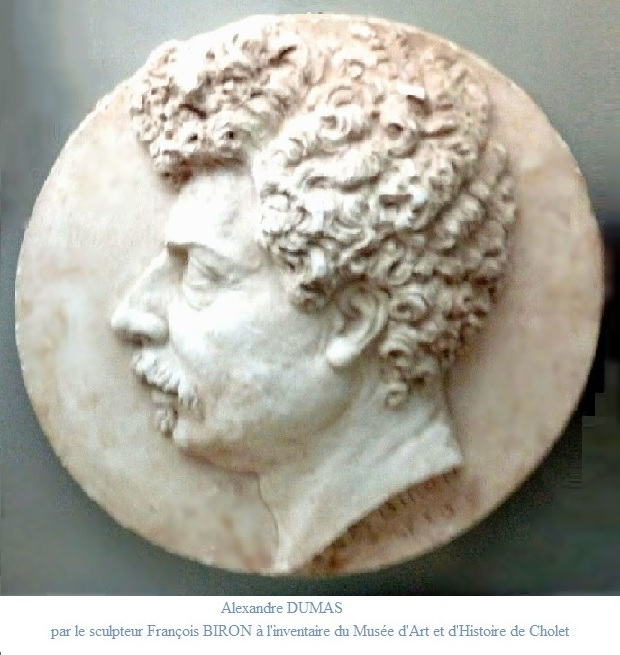
Alexandre Dumas vu par le sculpteur François Biron.

## Œuvres

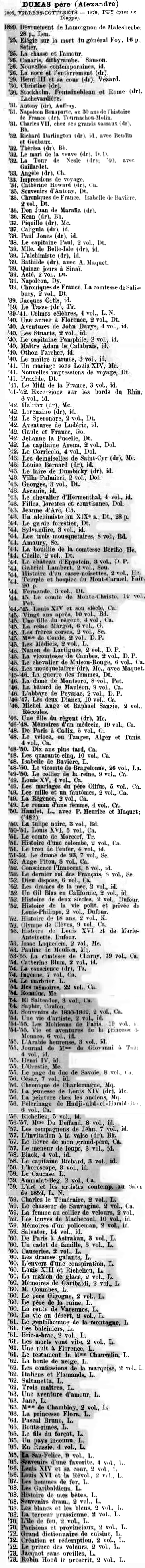
Liste des œuvres selon la bibliographie de Hugo Paul Thieme (1907), L = Lemerre, Ca = Calmann-Levy.

### Théâtre et livrets d'opéra

#### Pièces de théâtre
- Ivanhoé, 1822Pièce publiée en 1974.
- La Chasse et l'Amour, 1825[N 6]
- La Noce et l'Enterrement, 1826[N 7]
- Fiesque de Lavagna, 1828Pièce publiée en 1976.
- Henri III et sa cour, 1829
- La Cour du roi Pétaud, 1829Parodie de Henri III et sa cour.
- Christine, ou Stockholm, Fontainebleau et Rome, 1830
- Napoléon Bonaparte ou Trente Ans de l’histoire de France, 1831
- Antony, 1831
- Charles VII chez ses grands vassaux, 1831
- Richard Darlington, 1831, publié en 1832
- Térésa, 1832[N 8]
- Le Mari de la veuve, 1832
- La Tour de Nesle, 1832[N 9]
- Le Fils de l'émigré, 1832Pièce publiée en 1995.
- Angèle, 1833, publié en 1834[N 8]
- La Vénitienne, 1834[N 10]
- Catherine Howard, 1834
- La Tour de Babel, 1834
- Cromwell et Charles Ier, 1835
- Le Marquis de Brunoy, 1836
- Don Juan De Marana, 1836
- Kean, ou Désordre et Génie, 1836
- Caligula, 1837, publié en 1838[N 11], tragédie en cinq actes et en vers.
- Paul Jones, 1838Adapté la même année en roman.
- Le Bourgeois de Gand ou le Secrétaire du duc d'Albe, 1838
- Bathilde, 1839[N 11]
- Mademoiselle de Belle-Isle, 1839
- L'Alchimiste, 1839[N 11]
- Léo Burckart, 1839[N 11]
- Jarvis l'honnête homme ou Le Marchand de Londres, 1840[N 12]
- Un mariage sous Louis XV (comédie), 1841[N 13]
- Jeannic le Breton, ou le Gérant responsable, 1841[N 10]
- Lorenzino, 1842Adapté en roman sous le titre Une nuit à Florence sous Alexandre de Médicis, 1861.
- Le Séducteur et le Mari[N 12], 1842
- Halifax, 1842[N 14]
- Le Mariage au tambour, 1842[N 15]
- Les Demoiselles de Saint-Cyr, 1843[N 16]
- Louise Bernard, 1843[N 16]
- L'École des princes, 1843
- Le Laird de Dumbiky, 1844[N 16]
- Le Garde-forestier, 1845[N 15]
- Un conte de fées, 1845[N 15]
- Échec et mat, 1846
- Intrigue et Amour, 1847
- Catilina (tragédie), 1848[N 17]
- Hamlet, prince de Danemark, 1848[N 18]
- Le Cachemire vert, 1849
- Le Comte Hermann, 1849
- Le Connétable de Bourbon ou l'Italie au XVIe siècle, 1849
- Le Testament de César, 1849
- Trois Entractes pour l'amour médecin, 1850
- Le Vingt-quatre février ou L'Auberge de Schawasbach, 1850
- Les Chevaliers du Lansquenet, 1850
- Le Vampire, 1851[N 17]
- La Barrière de Clichy, 1851
- Les Âmes vaillantes, 1852
- Le Marbrier, 1854[N 19]
- La Conscience, 1854[N 20]
- La Jeunesse de Louis XIV, 1854
- Romulus (comédie), 1854
- L'Orestie (tragédie), 1856
- La Tour Saint-Jacques, 1856[N 21]
- Le Fils de la nuit ou le Pirate, 1856[N 22]
- Le Verrou de la reine, 1856
- L'Invitation à la valse, 1857[N 18]
- L'honneur est satisfait, 1858
- L'Envers d'une conspiration, 1860[N 23]
- La Veillée allemande, 1863
- Roméo et Juliette, 1864Pièce publiée en 1976.
- Les Voleurs d'or, 1864Pièce retrouvée en 2002.
- Valentin-Valentine ou Valentin et Valentine, 1868[N 24]

#### Adaptations de ses romans et nouvelles
Voir la section « #Adaptations de l'œuvre ».

#### Opéra comique et oratorio
- Piquillo (opéra-comique), 1837Avec Gérard de Nerval, musique d'Hippolyte Monpou.
- Samson (oratorio), 1855-1856 Oratorio publié en partie en 1856. Le manuscrit est perdu.
- Thaïs ou La Bacchante (opéra comique), 1858Musique d'Eugène Gautier. La partition et le manuscrit ont disparu dans l'incendie de la Salle Favart. Une copie du livret est conservée.
- Le roman d'Elvire (opéra-comique), 1860Avec Adolphe de Leuven, musique d'Ambroise Thomas[51].

### Poésie
- Élégie sur la mort du général Foy, 1825
- Canaris (dithyrambe), 1826
- Le Sylphe, 1826
- Préludes poétiques, 1827Recueil de 18 poèmes.
- La Pérouse (ode), 1828
- L'Embarquement, 1830
- L'Ange de poésie, 1833
- La Belle Isabeau, conte pendant l'orage, mis en musique par Berlioz (1843)
- Jeanne d'Arc au bûcher, 1846« Scène dramatique » en octosyllabes mise en musique par Liszt.
- Bouts-rimés, 1865

### Contes et nouvelles
- Blanche de Beaulieu ou la Vendéenne ou La Rose rouge, 1826[N 25], 1831Adaptée au théâtre en 1848.
- Le Cocher de cabriolet ou Marie, 1826[N 25]
- Laurette ou le Rendez-vous, 1826[N 25]
- Une joûte, 1831
- Un bal masqué, 1833
- Cherubino et Celestini, 1835
- Souvenirs d'Anthony (recueil), 1835[N 26]
- Scènes historiques 1425-1426 : La Main droite du sire de Giac, 1836
- Monseigneur Gaston Phœbus, 1839[N 27].
- Maître Adam le Calabrais, 1839-1840
- Praxède, suivi de Don Martin de Freytas et de Pierre-le-Cruel (nouvelles), 1841
- La Chasse au chastre, 1841Nouvelle publiée en feuilleton, puis en complément (dernier chapitre) des  Nouvelles impressions de voyage : Midi de la France (1841). Adaptée au théâtre en 1850.
- Aventures de Lydéric, grand-forestier de Flandre, 1841
- Chronique du roi Pépin, 1841
- Chronique de Charlemagne, 1841
- Histoire d'un mort. Invraisemblance, 1844
- Une âme à naître ou Histoire d'une âme, 1844
- Bernard, 1844
- Contes, 1844
  - Histoire d'un casse-noisette[52],
  - Le Roi des taupes et sa fille,
  - La Bouillie de la comtesse Berthe, etc.
- La Pêche aux filets (nouvelle), 1845
- Une amazone, 1845Nouvelle rééditée en 1859 sous le titre Herminie (avec Marianna) puis en 1862 dans les Œuvres complètes avec Une aventure d'Amour ; également réédité séparément par Calmann-Levy en 1888 sous le titre Hermine, l'Amazone.
- Les Mille et Un Fantômes, 1849[N 28]
  - Les Mille et Un Fantômes : Une journée à Fontenay-aux-Roses
  - La Femme au collier de velours (1849[53])
  - Les Mariages du père Olifus
  - Le Testament de M. de Chauvelin
  - Un dîner chez Rossini
  - Les Gentilshommes de la Sierra-Morena
  - Le Lièvre de mon grand-père (1857)
- Le Curé de Boulogne, 1851Publié dans Mes mémoires.
- Les Drames de la mer (recueil), 1852
  - Bontekoe,
  - Le Capitaine Marion,
  - La Junon
  - Le Kent
- Contes réunis dans Causeries, 1854
  - Un voyage à la lune, ou le Cauchemar de Mocquet, 1854
  - Les Étoiles commis-voyageurs, 1854
- Désirs et PossessionPublié dans Le Mousquetaire, repris dans Contes pour les grands et les petits enfants (1859).
- Une mèreConte publié dans La Monte Cristo, repris dans Bric-à-brac (1861).
- L'Assassinat de la rue Saint-Roch, 1860-1861 (inspiré par Poe[N 29]) Feuilleton paru en italien[N 30]. Traduit en français en 2013[N 31].
- Le Comte de Mazzara, 1866Conte fantastique publié en feuilleton dans Le Mousquetaire et en volume en 2019[54].
- Un cas de conscience, 1866 en feuilletonPublié en volume en 2016.
- L'Armoire d'acajou, 1868
- Le Dévouement des pauvres, 1868

### Romans

#### Grands romans et cycles romanesques
- Romans de la Régence :
  - Le Chevalier d'Harmental, 1842[N 32]
  - Une fille du Régent, 1845[N 17]
- Trilogie des Mousquetaires[N 17] :
  - Les Trois Mousquetaires, 1844
  - Vingt Ans après, 1845
  - Le Vicomte de Bragelonne ou Dix Ans plus tard, 1847-1850
- Le Comte de Monte-Cristo, 1844–1846[N 17]
- Trilogie des guerres de Religion (trilogie des derniers Valois)[N 17] :
  - La Reine Margot, 1845[N 33]
  - La Dame de Monsoreau, 1846
  - Les Quarante-cinq, 1847-1848
- Le Chevalier de Maison-Rouge, 1845–1846[N 17]
- Mémoires d'un médecin[N 17]

1. Joseph Balsamo, 1846[N 34]
2. Le Collier de la reine, 1849-1850[N 35]
3. Ange Pitou, 1851
4. La Comtesse de Charny, 1852-1855

- La Maison de Savoie, 1852-1856 et 1863-1864 Voir ci-dessous, #La Maison de Savoie.
- Les Mohicans de Paris[N 20], 1859
  1. Les Mohicans de Paris, 1854-1855
  2. Salvator, 1855-1859
- La San-Felice, 1863-1865
- Trilogie de Sainte-Hermine
  - Les Compagnons de Jéhu, 1856
  - Les Blancs et les Bleus, 1867-1868
  - Le Chevalier de Sainte-HermineParu en feuilleton en 1869 et recueilli en volume en 2005[55]. Voir ci-dessous, #Publications posthumes.

#### Autres romans
- Chroniques de France :
  - Isabel de Bavière, 1835Reprend une partie des Scènes historiques publiées en décembre 1831-janvier 1832 dans La Revue des deux mondes.
  - La Comtesse de Salisbury, 1836 en feuilleton, puis 1839 et 1848 en volume.Publié en feuilleton sous le titre Règnes de Philippe VI de France et d'Édouard III d'Angleterre, c'est un des deux premiers romans-feuilletons de l'histoire de la littérature avec La Vieille Fille de Balzac (1836). Une partie du roman fut publiée sous le titre : Édouard III. Publication partielle en volume en 1839.
- Pascal Bruno, 1837
- Pauline, 1838Adapté au théâtre en 1850.
- La Salle d'armes (recueil), 1838[N 36]
- Le Capitaine Paul, 1838Adaptation de sa pièce de théâtre Paul Jones, publiée en feuilleton dans Le Siècle.
- Le Capitaine Pamphile, 1839
- Acté, 1838 en Belgique et 1839 en France
- Aventures de John Davys, 1840
- Othon l'archer, 1840
- Le Maître d'armes, 1840 en feuilleton[N 37]
- Georges, 1843
- Ascanio ou l'Orfèvre du roi, 1843[N 18],[N 38]
- Amaury, 1843[N 18]
- Albine, 1843 à Bruxelles, puis Le Château d'Eppstein, 1844 en France[N 18]
- Les Frères corses, 1844Adapté au théâtre en 1850.
- Sylvandire, 1844[N 17]Adapté au théâtre en 1845.
- Fernande, 1844[N 39]
- Cécile ou la Robe de noces, 1844
- Gabriel Lambert, 1844Adapté au théâtre en 1866.
- La Guerre des femmes, 1845[N 40]Adapté au théâtre en 1849.
- Le Bâtard de Mauléon, 1846[N 17]
- La Tulipe noire, 1850[N 17]
- La Colombe, 1850[N 41]
- Le Trou de l'enfer, 1850[N 42]
- Dieu dispose, 1851
- Olympe de Clèves, 1851[N 17]
- Conscience l'innocent, 1852Roman inspiré par la nouvelle Le Conscrit de André Van Hasselt (avec l'autorisation de l'auteur).
- La Royale Maison de Savoie, 1852-1856 Voir ci-dessous, #La Maison de Savoie.
- Le Pasteur d'Ashbourne, 1853
- Isaac Laquedem (inachevé), 1853
- Ingénue, 1853[N 43]
- La Jeunesse de Pierrot, 1854
- Le Capitaine Richard, 1854 en Belgique[N 18]
- Catherine Blum, 1854Adapté au théâtre en 1858 sous le titre Les Forestiers.
- El Salteador, 1854Adapté au théâtre sous le titre Le Gentilhomme de la montagne.
- Le Page du duc de Savoie, 1854-1855
- Le Meneur de loups, 1857[N 44]
- Le Chasseur de sauvagine, 1858[N 44] Ce roman n'est probablement pas de Dumas.
- Ainsi soit-il !, 1858 en feuilleton, puis 1862 sous le titre Madame de ChamblayAdapté au théâtre en 1869.
- Les Louves de Machecoul, 1858[N 44]
- Black, 1858[N 44]
- L'Horoscope (inachevé), 1858
- Le Médecin de Java, 1859 en Belgique[N 45], puis 1871 sous le titre L'Île de feu
- Histoire d'un cabanon et d'un chalet, 1859 en Belgique, puis Monsieur Coumbes : Roman marseillais (1860) puis sous le titre Le Fils du forçat (1865)[N 44] Ce roman n'est probablement pas de Dumas.
- Jacquot sans oreilles, 1859 en Belgique, puis 1873 en France
- Une aventure d'amour : un voyage en Italie, 1859-1860, puis 1862 en volume
- Le Père La Ruine, 1860[N 44] Ce roman n'est probablement pas de Dumas.
- Les Drames galants - La Marquise d'Escoman, 1860[N 44]
- Mémoires d'Horace, 1860 en feuilletonPublié en volume en 2006[56].
- Une nuit à Florence sous Alexandre de Médicis, 1861Adapté de sa pièce Lorenzino (1842).
- René d'Argonne, le volontaire de 92 ou René Besson, mémoires d'un volontaire de 92 (inachevé), 1862 en feuilleton[57]Publié en volume en anglais en 1869.
- Pietro Monaco sua moglie Maria Oliverio e i loro complici, 1864 en feuilleton[N 46]Publié en volume en italien en 2010[58].
- Souvenirs d'une favorite ou Confessions d'une favorite, 1864Publié en feuilleton en Italie dans L'Independente sous le titre Emma Lyonna (1864) ; publié en 1865 en France (où les deux derniers volumes sont abrégés et le roman ne fait que sept volumes au lieu de huit ; publié en feuilleton dans l'Avenir National avec des censures[59].
Mémoires imaginaires de Lady Hamilton.
- Le Comte de Moret, 1865-1866 en feuilletonPublié en volume d'après le manuscrit, en 1946, sous le titre Le Sphinx rouge.
 Voir ci-dessous, #Publications posthumes.
- Parisiens et Provinciaux, 1866 en feuilleton[N 44]Publié en volume en 1868.
- La Terreur prussienne, 1867 en feuilleton, puis 1868 en volume
- Création et Rédemption, 1869-1870 en feuilleton, 1872 en volumeVoir la section #Publications posthumes.

#### La Maison de Savoie
- La Maison de Savoie, depuis 1555 jusqu'à 1850. Roman historiquePublié en Italie de 1852 à 1856 et oublié pendant plus d'un siècle, le livre a été retrouvé en 1985 dans une librairie de Turin[60] et réédité pour la première fois en France de 1998 à 2001 sous le titre La Royale Maison de Savoie[61]. Le livre est composé de 4 tomes :

1. Emmanuel Philibert, ou la France et l'Italie au XVIe siècle, 1852
2. Emmanuel Philibert - Léone-Léona, 1853
3. Troisième tome publié en 1855 et composé de deux parties :
  - Mémoires de Jeanne d'Albert de Luynes, comtesse de Verrue, surnommée la Dame de Volupté
  - Charles Emmanuel III (depuis 1730 jusqu'à 1773)
4. De Victor Amédée III à Charles Albert (de 1773 jusqu'en 1849)Quatrième tome publié en 1856. L'auteur de ce tome n'est pas Dumas et il n'a jamais été reproduit par la suite dans ses œuvres.

Le contenu des trois premiers tomes de La Maison de Savoie est réutilisé en partie dans :
- Le Page du duc de Savoie, 1854 en feuilleton, puis 1855 en volumeReprise des tomes 1 et 2 de La Maison de Savoie (1852-1853).
- La Dame de volupté. Mémoires de Mlle de Luynes, 1863[N 47]Contient des extraits de La Maison de Savoie, tome 3 (1855).
- Les Deux Reines, suite et fin des Mémoires de Mlle de Luynes, 1864[N 47]Les sept premiers chapitres sont extraits du tome 3 de La Maison de Savoie.

#### Traductions et adaptations
- Jacques Ortis, 1839Traduction des Ultime lettere di Jacopo Ortis, roman épistolaire d'Ugo Foscolo (1802), probablement avec l'aide d'Angelo Fiorentino qui signe la préface de la traduction.
- Saphir, pierre précieuse montée par Alex. Dumas, 1854Recueil extrait du Mousquetaire de février-mars 1854 d'après Moïse Saphir.
- Ivanhoé, par Walter Scott, traduit vers 1856 (publié en 1864)
- Mémoires d'un policeman, 1858Traduction de neuf histoires de Recollections of a Detective Police-Officer, by Waters (1856). Porte les mentions « traduits par Perceval » et « publié par Alexandre Dumas ». A peut-être été réécrit par Dumas.
- Contes d'après les frères Grimm, Hans Christian Andersen et Alfred Henry Forrester (en) (Alfred Crowquill) :
  - L'Homme aux contes, 1857
  - Le Père Gigogne, contes pour les enfants, 1860Comprend Pierre et son oie, etc.
- Nouvelles d'après Pouchkine, 1858-1859 :
  - Marianna
  - Le Chasse-neige,
  - Un coup de feu
  - Le Faiseur de cercueil
- La Maison de glace, 1858-1859D’après Ivan Lajetchnikov.
- Romans et nouvelles d'après Alexandre Marlinski-Bestoujev :
  - La Frégate l'Espérance, 1859, puis 1863 sous le titre La Princesse Flora
  - Jane, 1859
  - Moullah-Nour, 1859 en Belgique, puis réédité en 1862 sous le titre La Boule de neige en France
  - Ammalat-Beg, 1859, réédité en 1862 sous le titre Sultanetta
- La Vie au désert. Cinq Ans de chasse dans l'intérieur de l'Afrique méridionale par Gordon Cumming, 1860traduction de A Lion in South Africa par Bénédict Révoil, révisée par Dumas.
- Le Capitaine Rhino et Le Lion père de famille, dans le d'Artagnan, 1868, puis en recueil : Le Capitaine Rhino, 1872.Adaptations de Major Rhinoceros et de How the lion stocks his larder when he is a paterfamilias, publiés dans Temple Bar en 1867.

### Voyages

#### Récits etImpressionsde voyages
- Impressions de voyage, 1833-1834 et 1837Dumas ajouta dans les éditions des œuvres complètes (années 1860) le sous-titre : En Suisse.
- Nouvelles Impressions de voyage :
  - Le Midi de la France, 1841
  - Excursions sur les bords du Rhin, 1841-1842
- Récits de voyages en Italie :
  - Une année à Florence, 1841
  - La Villa Palmieri, 1842
  - Le Capitaine Arena, 1842
  - Le Speronare, 1842
  - Le Corricolo, 1843
- Impressions de voyage : Espagne et Afrique
  - De Paris à Cadix, 1847-1848
  - Le Véloce ou Tanger, Alger et Tunis, 1848-1851
- Impressions de voyage : Russie et Caucase
  - Voyage en Russie, 1858-1862Publié en feuilleton dans Le Monte-Cristo (1858-1859), le Siècle (1861) et Le Monte-Cristo (1862). Première édition partielle parue en 1860 sous le titre De Paris à Astrakan. Deuxième édition en 1865 sous le titre : Impressions de Voyage : En Russie.
  - Le Caucase ou Voyage au Caucase, 1859

#### Journaux de voyages accomplis par d'autres que Dumas
- Nouvelles Impressions de voyage : Quinze jours au Sinaï, 1838Écrit en collaboration avec son ami Adrien Dauzats, auteur du voyage en 1830 avec le baron Taylor.
- Un Gil Blas en Californie ou Californie : un an sur les bords du San Joaquin et du Sacramento, 1852En collaboration avec Bénédict-Henry Révoil.
- Pèlerinage de Hadji-abd-el-Hamid-Bey, 1854-1855 en journal et 1855-1856 en volume, d'après les voyages de Louis du Couret
- L'Arabie heureuse, souvenirs de voyages en Afrique et en Asie par Hajji 'Abd al-Hamid Bey, 1857-1858 en feuilleton, puis 1860 en volume. Suite du précédent.
- Marie Giovanni, journal d'une parisienne en voyage, 1855D'après le voyage de Marie Callégari, dont l'identité a été revélée en 1979.
- Les Baleiniers : Voyage aux terres antipodiques. D'après le journal du docteur Félix Maynard, 1858

### Biographies et essais historiques
- Guelfes et Gibelins, 1836
- Les Stuarts, 1840Une partie fut publiée sous le titre : Jacques IV et Jacques V, rois d'Écosse, fragment de l'histoire des Stuars.
- Filles, Lorettes et Courtisanes, 1843
- Les Médicis, 1845
- Épopée de Garibaldi
  - Mémoires de Garibaldi, traduits sur le manuscrit original, 1860-1861
  - Une odyssée en 1860, 1861-1862
    - 1re publication sous une forme abrégée sous le titre Les Garibaldiens. Révolution de Sicile et de Naples, 1861
    - Publié en feuilleton dans Le Monte-Cristo en 1862
    - Publié en volume en 2002 sous le titre Viva Garibaldi ! Une odyssée en 1860[62].
- Naples et ses provinces, 1861-1863En feuilleton dans Le Monde Illustré, février-août 1861, puis dans L'Indipendente, décembre 1862-Janvier 1863, avec 3 chapitres supplémentaires inédits en français.
- Ali Pacha, dans L’Indipendente, 1862Chronique inachevée parue en italien en novembre et décembre 1862 et traduite en version intégrale en 2009[63].
- Les Bourbons de Naples, 1862-1863Publié en italien (I Borboni di Napoli) dans L'Indipendente et le début en français dans Le Monte-Cristo. Traduit en français en 2012 sous le titre  Les Deux Révolutions de Paris (1789) et de Naples (1799)[64].
- De l'origine du brigandage, des causes de sa persistance et des moyens de le détruire, 1862Brochure publiée en italien.
- De Naples à Rome, (it) Da Napoli a RomaPublié dans L’Indipendente (traduit en italien par Eugenio Torelli) du 1er juin au 23 sept. 1863, puis en volume la même année. Inédit en français.

#### Histoire de France
- Rapport au Général La Fayette sur l’enlèvement des poudres de Soissons, 1830
- La Vendée après le 29 juillet, 1831
- Gaule et France (essai), 1833
- Murat, 1838[N 48]
- Napoléon, 1839-1840
- Jehanne la pucelle (1429-1431), 1842Texte repris dans Jeanne d'Arc, 1843.
- L'Armée française, publiée par ordre de S. A. R. Monseigneur le Duc d'Orléans, Prince Royal.
  - Histoire du 23e régiment d'infanterie de ligne, 1841.
  - Histoire du 2e régiment d'infanterie légère, 1843.
  - Histoire du 24e régiment d'infanterie de ligne, 1845.
- Histoire de deux siècles ou la Cour, l’Église et le peuple depuis 1650 jusqu’à nos jours (XVIIe au XIXe siècle)[N 49] :
  - Louis XIV et son siècle, 1844-1845
  - La Régence, 1849
  - Louis XV, 1849
  - Louis XVI et la révolution ou Histoire de Louis XVI et de Marie-Antoinette, 1850-1851
  - Le Drame de quatre-vingt-treize ; Scènes de la vie révolutionnaire, 1851-1852
  - Le Dernier roi des français ou Histoire de la vie politique et privée de Louis-Philippe, 1852
- Les Grands Hommes en robe de chambre :
  - Henri IV, 1855[N 50]
  - Louis XIII et Richelieu, 1855 et 1856[N 51]
  - César, 1855[N 52]
  - Charles le Téméraire, 1857[N 53]
  - Octave Auguste, 1857. Inachevé[N 54]
- Les Hommes de Fer (recueil), 1867Trois récits : Pépin, Charlemagne (1842) et Guelfes et Gibelins (1836) complétés par La Main Droite du Sire de Giac (nouvelle).

#### Pamphlets
- Montevideo ou Une nouvelle Troie, 1850Pamphlet sur le siège de Montevideo.
- Lettres de Saint-Pétersbourg ou Lettres sur le Servage en Russie, publiées dans Le Siècle en 1858-1859, en volume en 1859 en BelgiqueElles ont été ajoutées en appendice aux Impressions de voyage : En Russie en 1865.
- Le Pape devant les évangiles, l'histoire et la raison humaine, 1861Pamphlet publié à Naples.

#### Les Crimes célèbres
Les Crimes célèbres, 1839–1840 constituent une collection de 18 récits historiques :
- Les Cenci,
- La Marquise de Brinvilliers,
- Karl Ludwig Sand,
- Marie Stuart,
- La Marquise de Ganges,
- Murat,
- Les Borgia,
- Urbain GrandierAdapté au théâtre en 1850.
- Vaninka,
- Les Massacres du Midi, de 1551 à 1815
- La Comtesse de Saint-Géran,
- Jeanne de Naples

Les derniers récits ne sont pas par Dumas :
- Nisida (par Pier-Angelo Fiorentino)
- Martin Guerre (par Narcisse Fournier)
- Ali Pacha (par Félicien Mallefille)
- Derues ; La Constantin  ; L'Homme au masque de fer (par Auguste Arnould)

### Mélanges

#### Écrits sur l'art et les artistes
- Le Tasse, 1839
- Un Alchimiste au dix-neuvième siècle, 1843. Présent comme préface de la première édition de la Villa Palmieri. Biographie de Henri de Ruolz.
- La Galerie de Florence, 1841-1844, publication en Italie, Repris chez M. Lévy dans Les Médicis (1860), Trois Maîtres (1861), Italiens et Flamands (1862).
- Les Médicis, 1845Reprise en France de la Galerie de Florence.
- Michel-Ange et Raphaël Sanzio, 1845Suite et fin de la Galerie de Florence.
- Mémoires de J.-F. Talma. Écrits par lui-même et recueillis et mis en ordre sur les papiers de sa famille par A. Dumas, 1849-1850
- Une vie d’artiste : aventures et tribulations d'un comédien, 1854Biographie de Étienne Mélingue.
- La Dernière Année de Marie Dorval, 1855
- L'Art et les artistes contemporains au Salon de 1859, 1859
- Italiens et Flamands, 1861Partie de la Galerie de Florence, avec un inédit : Jules Romain.
- Causerie sur Eugène Delacroix et ses œuvres, 1865
- À propos de l'art dramatique, 1867
- Souvenirs dramatiques (recueil), 1867-1868Critiques littéraires et dramatiques. Reprend une partie de ses critiques théâtrales parues de 1836 à 1838 dans la Presse ainsi que d'autres articles sur le théâtre publiés dans divers journaux ou recueils, essentiellement le Mousquetaire et le Monte-Cristo.

#### Chroniques, souvenirs et mémoires
- La Vendée et Madame, 1833[N 55]
- Ma Jeunesse, 1833
- Comment je devins auteur dramatique, 1833
- Mes Mémoires, 1852-1854
- Souvenirs de 1830 à 1842, 1854-1855Dernière partie de Mes Mémoires.
- Causeries, publié en volume à Bruxelles en 1857Recueil de chroniques (1854-1857). Comprend Une chasse aux éléphants, Une visite à Garibaldi, etc.
- La Route de Varennes, publié en 1858 en feuilletonChronique d'un voyage effectué l'été 1856, recueilli en 1860 en volume, réédité en 2005.
- Histoire de mes bêtes (recueil), 1858-1859 en Belgique (incomplet) et 1867 en France.
- Les morts vont vite (recueil), 1861
- Bric-à-brac, 2 vol. 1861 Recueil d'articles et de causeries publiées dans Le Mousquetaire et Le Monte-Cristo entre 1853 et 1860 [N 56]. Le deuxième tome a été réédité en 1877 sous le titre Propos d'art et de cuisine[65].
- Les Fous du docteur Miraglia, 1860
- La Chasse, 1864, dans Le Journal illustré
- Lettres sur la cuisine à un prétendu gourmand napolitain, 1863
- Le Pays natal, 1864
- Les Serpents, 1864, dans Le Grand JournalFait partie des multiples articles publiés par Dumas dans les journaux à cette époque. Repris dans Filles, Lorettes et Courtisane, M. Lévy Frères, 1874.
- Madame Lafarge, 1866 en feuilletonPublié en volume en 2005[66].
- Causeries familières, 1866
- Causeries sur la mer, 1868
- Histoire d'un lézard : Souvenirs de Naples, 1867-1868[N 57]

#### Journaux
- La Psyché, mars 1826-1827 et 1829
- Le Sylphe, 1827-juillet 1830
- La France nouvelle, mai-juin 1848
- La Liberté, mars-mai 1848
- Le Mois, Revue historique et politique, mars 1848- février 1850
- Le Mousquetaire, quotidien, novembre 1853-février 1857
- Le Monte-Cristo, hebdomadaire, avril 1857-mai 1860 et janvier-octobre 1862
- Le Caucase, quotidien, avril-mai 1859
- Journal du jeudi, mai 1860-??
- L'Indipendente, 1860-1864Quotidien en italien.
- Les Nouvelles, septembre 1865-novembre 1866
- Le Mousquetaire, deuxième série, novembre 1866-avril 1867
- Le D'Artagnan, février-juillet 1868
- Théâtre Journal, juillet 1868-mars 1869

### Œuvres faussement attribuées à Dumas
Les Deux Diane, roman de Paul Meurice, fut publié sous le nom d'Alexandre Dumas. Trois autres courts romans portant son nom sont à coup sûr de Gaspard de Cherville. Pour les autres ouvrages (le Roman de Violette excepté) la confusion provient de ce qu'ils furent insérés sans nom d'auteur dans la collection complète de ses œuvres chez Michel Lévy, et simplement avec la mention corrective « publié » ou « recueilli par Alexandre Dumas ». Le but du procédé était que les auteurs anonymes, des amis de Dumas, pussent bénéficier de sa notoriété.
- Les Deux Diane, 1846Livre écrit par Paul Meurice seul. Dumas a récusé la paternité de cet ouvrage dans une lettre ouverte publiée en 1865. Roman adapté au théâtre en 1865
- Vie et Aventures de la princesse de Monaco, 1854Le roman est vraisemblablement intégralement composé par la comtesse Dash, bien qu'elle-même l'ait parfois nié, attribuant le texte à une amie anonyme. (Voir le Mousquetaire du 1er sept. 1854).
- Madame du Deffand, 1855 en feuilleton, puis 1856-1857 en volume[N 47]Réédité en deux volumes : Les Confessions de la marquise et Mémoires d'une aveugle. Roman de la comtesse Dash.
- La Dame de volupté, 1855, puis version augmentée, 1864[N 58] Initialement titré La Comtesse de Verrue ou La Dame des Lyunes, le roman est intégralement écrit par la comtesse Dash.
- Les Deux Reines, 1864. Suite de la Dame de Volupté, par la Comtesse Dash.
- Un pays inconnu, 1865Ce livre, déjà publié 10 ans plus tôt chez l'éditeur Barba sous le titre Les Aztecs, est en fait une traduction réalisée par Bénédict Revoil.
- Un cadet de famille ou Mémoires d'un jeune cadet, 1856Traduction du livre d'Edward John Trelawny : Adventures of a younger son, 1831. Porte la mention « Traduit par Victor Perceval » (pseudonyme de Marie de Fernand, maîtresse de Dumas). Publication chez Barba en 1856.
- Un courtisan, 1856Nouvelle publiée à la suite d'Un cadet de famille.
- Deux romans publiés en 1872-1873 dans les œuvres complètes :Traductions de Robin Hood and Little John, or the merry men of Sherwood forest (1838) de Pierce Egan fils (en).
Romans traduits par V. Perceval.
  - Le Prince des voleurs
  - Robin Hood le proscrit (suite du précédent)
- Trois des huit romans « en collaboration » avec Gaspard de Cherville, les trois plus courts, en deux volumes, et dont le texte n'est clairement pas rédigé par Dumas :
  - Le chasseur de sauvagine, 1858. Dumas affirme dans l'avant-propos que Gaspard de Cherville en est l'auteur.
  - Histoire d’un cabanon et d’un chalet (Monsieur Coumbes), 1859
  - Le père la Ruine, 1860

- Le Roman de Violette, 1883 Roman érotique longtemps attribué à Alexandre Dumas (mais aussi à Guy de Maupassant), publié en 1883 à Bruxelles puis en 1992 au Mercure de France[67]. Lors de sa publication aux éditions La Musardine en 1999[68], Jean-Jacques Pauvert dévoila le véritable auteur : la marquise H. de Mannoury d'Ectot.

### Publications posthumes

#### Derniers romans
- Le Comte de Moret ou Le Sphinx rouge, 1865-1866Roman paru en feuilleton dans Les Nouvelles. Première édition française en volume en 1946 chez les Editions Universelles sous le titre Le Sphinx rouge dans une version issue du manuscrit des trois premières parties, la quatrième étant manquante et apparemment inconnue des éditeurs. Cette version est rééditée d'abord en 1955 chez Marabout roman, puis chez d'autres éditeurs. Le texte issu du manuscrit contient dans ses deux premières parties des passages non repris dans Les Nouvelles. Le texte publié dans Les Nouvelles apporte des corrections et des modifications au texte du manuscrit. Les quatre parties parues dans Les Nouvelles avaient été publiées en volume et en français dès 1866 chez l'éditeur H. de Mareil à New York (ouvrage accessible en ligne). Il est possible de consulter le manuscrit du quatrième volume (manuscrit jamais utilisé pour élaborer les éditions précitées) sur le site de la Bibliothèque Harvard. En 2008 les éditions Kryos publièrent une version intégrale des 4 parties combinant à la fois les 3 parties de l'édition de 1946 et les 4 publiées dans Les Nouvelles. Cette édition est accompagnée d'un autre récit, La Colombe, publié en 1850, « suite » des aventures du Comte de Moret[N 59]. Le Cherche midi a republié en 2018 cette édition de 2008.
- Création et Rédemption, roman en deux parties imaginé dès 1853, écrit en 1867 et 1868, publié dans Le Siècle en 1869-1870 et en volume en 1872 :
  1. Le Docteur mystérieux, 1872 ;
  2. La Fille du marquis, 1873 (suite du Docteur mystérieux).
- Hector de Sainte-Hermine, 1869 Ce dernier roman inachevé de Dumas, publié initialement sous forme de feuilleton en 1869, n'a pas été repris par les éditeurs des Œuvres complètes de Dumas. Il a été exhumé des fonds de la Bibliothèque nationale de France par Claude Schopp et publié pour la première fois en volume en 2005 sous le titre Le chevalier de Sainte-Hermine. Les trois derniers chapitres manquants ont été écrits par Claude Schopp d'après les notes laissées par Alexandre Dumas[55]. Il fait suite au roman de 1867, Les Blancs et les Bleus.

#### Livres sur la cuisine
« En mars 1870, il [A. Dumas] remet son manuscrit à l'éditeur Alphonse Lemerre. Dumas ne le verra pas publié : il meurt le 5 décembre de la même année. Après la guerre et la Commune, Lemerre confie à Leconte de Lisle et au jeune Anatole France la direction éditoriale de l'ouvrage, qui paraît en 1873. Ce sont d'ailleurs vraisemblablement ces deux écrivains qui ont signé L.T. l'avant-propos « Alexandre Dumas et le Grand dictionnaire de cuisine », L. pour Leconte de Lisle et T. pour Thibault, le vrai nom de France. »

- Grand dictionnaire de cuisine, 1re édition, Alphonse Lemerre, Paris, 1873 — à lire en ligne[N 61]L’édition originale (1873) contient plus de 3 000 recettes. On doit peut-être à Leconte de Lisle la part importante qui y est donnée aux épices et aux recettes exotiques.
- Propos d’art et de cuisine. Paris, Calmann-Lévy, 1877Réédition du tome 2 de Bric-à-brac paru en 1861.
- Petit Dictionnaire de cuisine, 1882En 1882, Alphonse Lemerre publie une version condensée constituée uniquement de recettes sous le titre Petit Dictionnaire de cuisine.
- Mon dictionnaire de cuisine, Paris, 1960En 1960, une édition abrégée du Grand dictionnaire de cuisine, sous le titre de Mon dictionnaire de cuisine, réintègre une grande partie des anecdotes biographiques, références historiques et récits de voyage de la version originale. Également disponible en livre de poche, éd. Bartillat (coll. Omnia) et coll. 10/18.

#### Correspondance

##### Correspondances particulières
- Lettres d'Alexandre Dumas à Mélanie Waldor, 1992
- Frères d'armes de la révolution romantique : lettres d'Alexandre Dumas au baron Taylor et à Adrien Dauzats, 1993
- Lettres à mon fils, correspondance de Dumas avec son fils publiée en 2008[69].
- Une amitié capitale: Correspondance Hugo-Dumas, 2015
- Correspondance, George Sand, Alexandre Dumas père et fils, éd. de Thierry Body et Claude Schopp, publiée en 2019.

##### Correspondance générale
éditeur scientifique : Claude Schopp
- Alexandre Dumas, Correspondance générale, tome 1 (1820 à 1832), 2014, 611 p.
- Alexandre Dumas, Correspondance générale, tome 2 (1833 à 1838), 2016, 775 p.
- Alexandre Dumas, Correspondance générale, tome 3 (1838 à 1842), 2019, 576 p.
- Alexandre Dumas, Correspondance générale, tome 4 (1842 à 1846), 2021, 712 p.
- Alexandre Dumas, Correspondance générale, tome 5 (1847 à 1849), 2021, 804 p.

## Adaptations de l'œuvre

### Théâtre

#### Adaptations par Dumas
- Sylvandire, 1845[N 16]
- Trilogie des mousquetaires
  - Les Mousquetaires, 1845[N 17]
  - La jeunesse des mousquetaires, 1849[N 17]
  - Le Prisonnier de la Bastille, fin des mousquetaires, 1861[N 17]
- La Régence
  - Une fille du régent, 1846
  - Le Chevalier d'Harmental, 1849
- Le Chevalier de Maison-Rouge ou Un épisode du temps des Girondins, 1847[34]
- Les derniers Valois
  - La Reine Margot, 1847
  - La Dame de Monsoreau, 1860[70]
- Le Comte de Monte Cristo
  - Monte-Cristo, première partie, 1848
  - Monte-Cristo, deuxième partie, 1848
  - Le Comte de Morcerf, 1851
  - Villefort, 1851
- Marceau ou les enfants de la République, 1848Adapté de la nouvelle Blanche de Beaulieu ou La Rose rouge (1826).
- La Guerre des femmes, 1849
- Urbain Grandier, 1850
- Pauline, 1850
- Les Frères corses, 1850
- La Chasse au chastre, 1850[N 17]adapté d'une nouvelle de 1841.
- Cycle de Sainte-Hermine
  - Les Compagnons de Jéhu, 1857
  - Les Blancs et les Bleus, 1869
- Les Forestiers, 1858 (ou Les Gardes forestiers, 1865)Adapté de Catherine Blum (1854)[71].
- Le Gentilhomme de la Montagne, 1860Adapté du roman El Salteador (1854).
- Les Mohicans de Paris, 1864
- Les Deux Diane, 1865
- Gabriel Lambert, le bagnard de l'Opéra, 1866
- Madame de Chamblay, 1869

#### Autres adaptations théâtrales
- 1852 : Benvenuto Cellini, adaptation par Paul Meurice du roman Ascanio.
- 1878 : Joseph Balsamo, pièce jouée en mars 1878Adaptation commencée par Dumas et complétée par son fils en 1878. Pièce jamais publiée.
- 1881 : La San Felice, adaptation par Maurice Drach.
- 1890 : La Fin de Murat, Par Jean Berieux.

### Opéra
- 1834 : Gemma di Vergy, opéra de Gaetano Donizetti, Livret de Emanuele Bidèra d'après Charles VII chez ses grands vassaux (théâtre, 1831) ; première représentation à La Scala de Milan le 26 décembre 1834.
- 1888 : La Dame de Monsoreau, opéra en 5 actes et 8 tableaux. Livret d'Auguste Maquet d'après l'œuvre d'Alexandre Dumas ; Musique de Gaston Salvayre ; chorégraphie de Joseph Hansen ; mise en scène de Pedro Gailhard ; décors de Rubé, Chaperon, Jambon, Poisson, Carpezat ; costumes de Charles Bianchini.
- 1890 : Ascanio, opéra de Camille Saint-Saëns. Livret de Louis Gallet, d'après la pièce de théâtre Benvenito Cellini de Paul Meurice, adaptée du roman Ascanio de Dumas.
- 1896 : Le Chevalier d'Harmental (en), opéra-comique d' André Messager. Livret de Paul Ferrier.
- 1899 : Le Sarrazin (en), opéra de César Cui, d'après Charles VII chez ses grands vassaux

### Musique
- La Belle Isabeau, conte pendant l'orage pour voix, chœur et piano d'Hector Berlioz [H94], 1843
- Jeanne d'Arc au bûcher, pour mezzo-soprano, piano et orchestre de Franz Liszt [S293], 1846

### Ballet
- 1892 : Casse-Noisette, ballet de Piotr Ilitch Tchaïkovski, d'après Histoire d'un Casse-Noisette, la version de Dumas du conte d'E.T.A. Hoffmann (Casse-Noisette et le Roi des souris).

### Cinéma
Entre 1921 et 2006, on compte une quarantaine de films directement inspirés de l'œuvre de Dumas et une quinzaine d'adaptations télévisées.
- 1909 : Mario Caserini adapte La dame de Monsoreau sous forme d'un court métrage[73] qui sera distribué aussi bien en Italie, qu'en France ou aux États-Unis.
- 1912 : Émile Chautard réalise un long-métrage de La dame de Montsoreau[73] ;
- 1923 : La Dame de Monsoreau, film muet français de René Le Somptier ;
- 1949 : Cagliostro de Gregory Ratoff avec Berry Kroeger.

### Télévision
- 1961 : La Reine Margot, téléfilm réalisé par René Lucot.
- 1963 : Le Chevalier de Maison-Rouge, mini-série réalisée par Claude Barma.
- 1966 : Le Chevalier d'Harmental, mini-série réalisée par Jean-Pierre Decourt.
- 1966 : La Fille du Régent, feuilleton télévisé réalisé par Jean-Pierre Decourt.
- 1966 : Les compagnons de Jéhu, mini-série réalisée par Michel Drach.
- 1971 : La Dame de Monsoreau, mini-série réalisée par Yannick Andréi.
- 1973 : Joseph Balsamo, mini-série réalisée par André Hunebelle.
- 1973-1975 : Les Mohicans de Paris, feuilleton télévisé réalisé par Gilles Grangier.
- 1979 : Le Comte de Monte-Cristo, mini-série réalisée par Denys de La Patellière.
- 1996 : La Reine Margot, série télévisée russe réalisée par Alexandre Mouratov.
- 1998 : Le Comte de Monte-Cristo, mini-série réalisée par Josée Dayan.
- 1998 : Grafinya de Monsoro, série télévisée russe adaptée du roman La Dame de Monsoreau.
- 2004 : Gankutsuou, série d'animation japonaise produite par Gonzo, adaptée du roman Le Comte de Monte Cristo.
- 2004 : La Sanfelice (titre original : Luisa Sanfelice), téléfilm franco-italien réalisé par les frères Paolo Taviani et Vittorio Taviani, d'après le roman La San-Felice.
- 2008 : La Dame de Monsoreau, téléfilm réalisé en 2006 par Michel Hassan.
- 2014-2016 : The Musketeers, série télévisée britannique co-produite par BBC One et BBC America, librement adaptée du roman Les Trois mousquetaires.

### Bandes dessinées
- Les Compagnons de Jéhu, Les Trois Mousquetaires et Le Comte de Monte-Cristo dans la série Mondial Aventures, Société parisienne d'édition, 1954-1959.
- Les Frères corses dans la série Classiques illustrés, Publications classiques internationales, 1960.
- Les Trois Mousquetaires, Michel Lacroix (scénario et dessins), Fernand Nathan, 1973.
- D'Artagnan, Courtilz De Sandras (scénario), Auguste Liquois (dessins), éditions Prifo, 1977.
- L'aigle de Clermont, deux volumes, 1980, sur les aventures de la Dame de Monsoreau.
- Les Trois Mousquetaires et La Reine Margot, Henri Filippini (scénario), Mancini (dessins), éditions IPM et Ange, 1990-2010 (versions érotiques).
- Causerie sur Delacroix, texte de Dumas de 1864 en hommage posthume au peintre Eugène Delacroix décédé l'année précédente, illustré par Catherine Meurisse, coll. « La Coolection », éditions Drozophile, 2005.
- La Reine Margot, François Gheysens, Olivier Cadic (scénario), Juliette Derenne (dessins), éditions Théloma et Chapeau bas, 2006-2008.
- Les Trois Mousquetaires, Michel Dufranne, Jean-David Morvan (scénario), Rubén (dessins), éditions Delcourt, 2007.
- Les Compagnons de Jehu, René Giffey (scénario et dessins), éditions Anaf, 2009.

Source : bedetheque.com

### CD pour non francophones
- Les Trois Mousquetaires et Vingt ans après, collection « Ados », Pearson, Turin, 2000-2001 (adaptations simplifiées destinées aux adolescents et jeunes adultes non francophones, avec CD audio et exercices[74])
- L'Homme au masque de fer d'après Le Vicomte de Bragelonne, collection « Ados », Pearson, Turin, 2008Adaptation simplifiée destinée aux adolescents et jeunes adultes non francophones, avec CD audio et exercices[75].

## Hommages

### Monuments et statues
(liste non exhaustive)

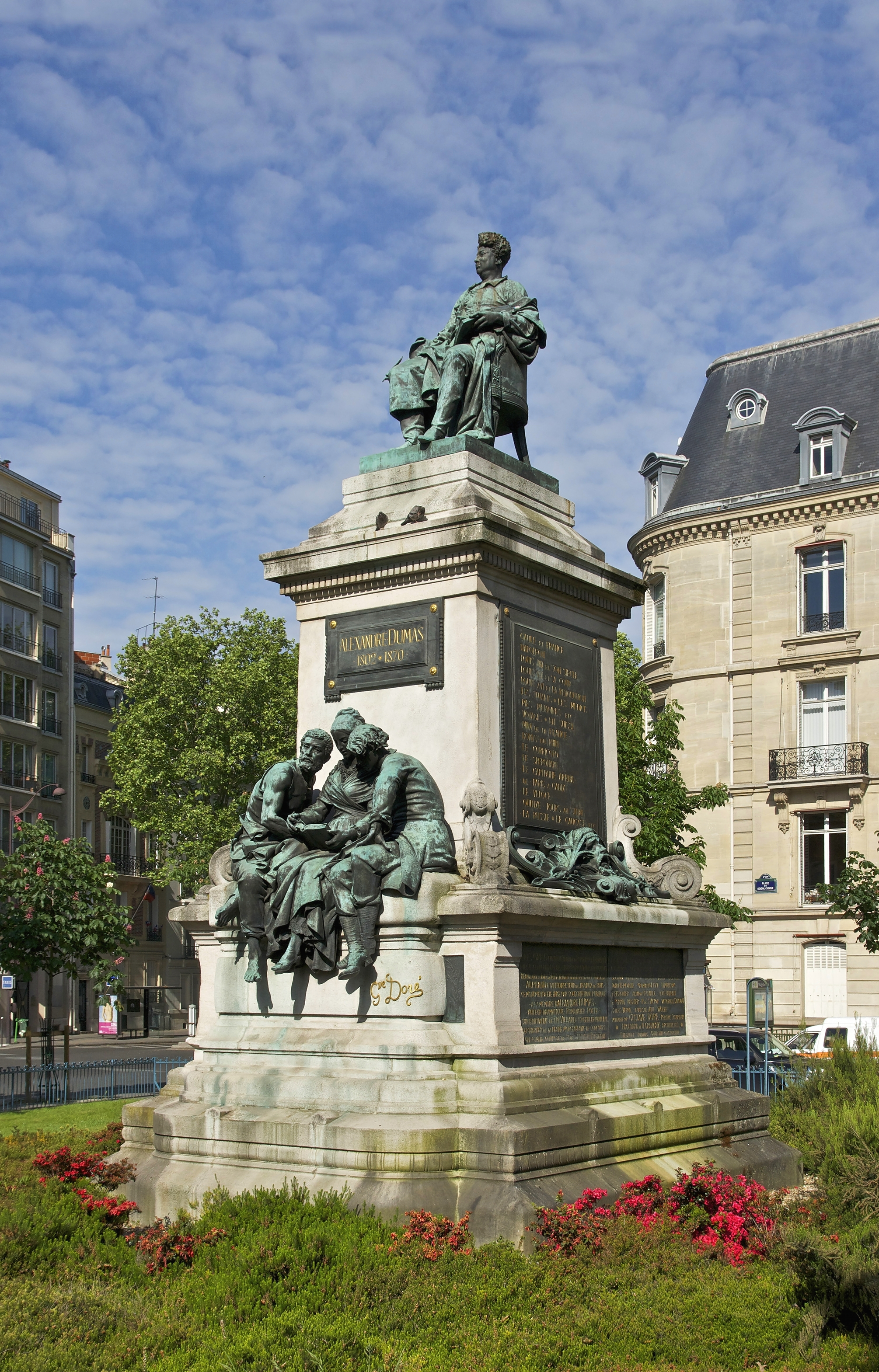
Statue à Paris.

- 1883 - statue place du Général-Catroux (17e arrondissement de Paris) par Gustave Doré
- 1885 - terre cuite d'Alexandre Dumas en pied pour le monument de Villers-Cotterêts, par Albert-Ernest Carrier-Belleuse
- Statue à Villers-Cotterêts, restitution en 2005[76], remplace l'original en bronze (1885) d'Albert-Ernest Carrier-Belleuse qui a été fondu par l'occupant en 1942, hauteur trois mètres[77].

### Hommages fictionnels au cinéma et à la télévision
- En 1965, Henri Spade réalise pour la télévision La Misère et la Gloire d'Alexandre Dumas, adapté des Trois Dumas d'André Maurois. Le personnage est interprété par Claude Brasseur.

- En 2010, Safy Nebbou réalise un film intitulé L'Autre Dumas d'après une pièce de théâtre de Cyril Gély et Éric Rouquette qui évoque la relation d'Alexandre Dumas, interprété dans le film par Gérard Depardieu, avec son collaborateur-nègre Auguste Maquet, interprété par Benoît Poelvoorde.

### Documentaires télévisés
- Dumas le romantique, film documentaire de Mathias Ledoux, 1996, coproduction Ex Nihilo, La Sept / Arte, 54 min, présentation en ligne.
- Alexandre Dumas ou l'Appétit de la vie, film documentaire de Micheline Paintault, coproduction France5-SCEREN-CNDP, 2002.

## Clichés photographiques

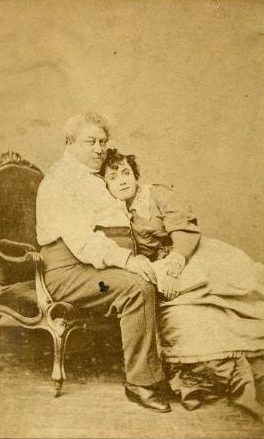
Dumas et Menken.

En mars 1867, Alphonse Liébert photographie Alexandre Dumas père avec Adah Isaacs Menken. En avril 1867, Dumas intente un procès à Alphonse Liébert, devant la première chambre à Paris, et demande le retrait de la vente des photographies où il apparaît avec Menken. Il est débouté le 3 mai, mais le verdict est infirmé en appel le 25 : après la proposition du rachat des clichés (pour la somme de 100 Francs), les photographies de lui avec Menken sont interdites à la vente.

## Héraldique
| Blason de Alexandre Dumas | Blason  | D'azur, à trois aigles d'or, accompagnées en cœur d'un annelet d'argent. |
| Blason de Alexandre Dumas | Détails | Le statut officiel du blason reste à déterminer.                         |

## Publications

### Œuvres complètes de Dumas
La plupart des romans de Dumas sont disponibles séparément en éditions de poche ou groupées.
- Œuvres complètes, 301 vol., Michel Lévy, Paris, à partir de 1860Comprend les 25 volumes du Théâtre complet.
- Alexandre Dumas illustré, A. Levasseur et Cie, 25 tomes reliés ou 60 volumes brochés, 1900Ne comprend pas le théâtre d'Alexandre Dumas.
- Bibliographie des Auteurs Modernes (1801-1934) par Hector Talvart et Joseph Place, éditions de la Chronique des Lettres Françaises, Aux Horizons de France, Paris, 1935, tome 5.
- Sylvain Ledda, Alexandre Dumas, Théâtre complet, co-dir. Anne-Marie Callet-Bianco, Paris, Classiques Garnier. 15 volumes, 2017-2023.

### Anthologies et inédits divers de Dumas
- Claude Schopp, Le Salut de l'Empire. Hector de Sainte-Hermine, Phébus, Paris, 2008, 736 p.  (ISBN 9782752902795) « Suite » du Chevalier de Sainte-Hermine par Claude Schopp d'après le plan d'Alexandre Dumas et incorporant des matériaux d'Alexandre Dumas.
- Chroniques napolitaines d'hier et d'aujourd'hui, Pygmalion, 2010Anthologie d'articles publiés en italien dans L'Indipendente de 1860 à 1864. Textes réunis en volume par Claude Schopp.
- La Camorra et autres récits de brigandage, édition de Claude Schopp, Vuibert, 2011
- Mes chasses, La Bibliothèque, 2012, 190p.Recueil de récits de chasse parus en revue et édités par Claude Schopp.
- Lettres de Capri, La Bibliothèque, 2012, 160p.Six lettres de Dumas écrites en 1836 et publiées par Claude Schopp.
- Claude Schopp, Le meilleur d'Alexandre Dumas - Maximes, pensées, jugements & anecdotes, Vuibert, 2016, 352p.

### Mémoires
- Alexandre Dumas, Mes mémoires, éd. Calmann-Lévy, 1863. [lire en ligne] sur le site Google Books.